# Wereldkampioenschap voetbal 2014 (kwalificatie UEFA)
Namens de Europese bond UEFA namen alle 53 leden deel aan de kwalificatie om dertien beschikbare plaatsen in de eindronde van het wereldkampioenschap voetbal 2014.
Ook regerend wereldkampioen Spanje moest zich via de kwalificatie proberen te plaatsen voor de eindronde. Uiteindelijk wisten België, Bosnië en Herzegovina, Duitsland, Engeland, Italië, Nederland, Rusland, Spanje en Zwitserland zich rechtstreeks te kwalificeren door eerste te worden in hun poule. Frankrijk, Griekenland, Kroatië en Portugal wisten zich te kwalificeren door de play-offs te winnen na tweede te zijn geworden in hun poule.

## Gekwalificeerde landen
| FIFA-lid              | Kwalificatie       | Kwal. datum | Aantal dln. (incl. 2014) | Eerste dln. | Laatste dln. | Dln. op rij | Titels (excl. 2014) | Beste prestatie |
| --------------------- | ------------------ | ----------- | ------------------------ | ----------- | ------------ | ----------- | ------------------- | --------------- |
| België                | Nr. 1 groep A      | 11/10/2013  | 12                       | 1930        | 2002         | 1           | 0                   | Vierde plaats   |
| Italië                | Nr. 1 groep B      | 10/09/2013  | 18                       | 1934        | 2010         | 14          | 4                   | Wereldkampioen  |
| Duitsland             | Nr. 1 groep C      | 11/10/2013  | 18                       | 1934        | 2010         | 16          | 3                   | Wereldkampioen  |
| Nederland             | Nr. 1 groep D      | 10/09/2013  | 10                       | 1934        | 2010         | 3           | 0                   | Tweede plaats   |
| Zwitserland           | Nr. 1 groep E      | 11/10/2013  | 10                       | 1934        | 2010         | 3           | 0                   | Kwartfinale     |
| Rusland               | Nr. 1 groep F      | 15/10/2013  | 3                        | 1994        | 2002         | 1           | 0                   | Eerste ronde    |
| Bosnië en Herzegovina | Nr. 1 groep G      | 15/10/2013  | 1                        | 2014        | N.v.t.       | 1           | 0                   | N.v.t.          |
| Engeland              | Nr. 1 groep H      | 15/10/2013  | 14                       | 1950        | 2010         | 5           | 1                   | Wereldkampioen  |
| Spanje                | Nr. 1 groep I      | 15/10/2013  | 14                       | 1934        | 2010         | 10          | 1                   | Wereldkampioen  |
| Portugal              | Winnaar play-off 1 | 19/11/2013  | 6                        | 1966        | 2010         | 4           | 0                   | Derde plaats    |
| Frankrijk             | Winnaar play-off 2 | 19/11/2013  | 14                       | 1930        | 2010         | 5           | 1                   | Wereldkampioen  |
| Griekenland           | Winnaar play-off 3 | 19/11/2013  | 3                        | 1994        | 2010         | 2           | 0                   | Eerste ronde    |
| Kroatië               | Winnaar play-off 4 | 19/11/2013  | 4                        | 1998        | 2006         | 1           | 0                   | Derde plaats    |

## Loting
De loting vond plaats op 30 juli 2011 in Brazilië. Voorafgaand aan de loting werden de landen op basis van de FIFA-wereldranglijst van juli 2011 naar sterkte ingedeeld in zes potten; vijf van negen teams en een van acht teams. De opzet was hetzelfde als voor het wereldkampioenschap voetbal van 2010. De teams werden ingedeeld in negen groepen; acht met zes en een met vijf teams. De winnaar van elke groep plaatste zich rechtstreeks voor het WK. De acht beste nummers twee speelden in de play-off om de resterende vier plaatsen. De beste nummers twee werden bepaald aan de hand van de prestaties tegen de nummers 1, 3, 4 en 5 zodat de nummer 2 van groep 9, de groep met 5 teams, niet benadeeld werd.
Vetgedrukte landen hebben zich uiteindelijk gekwalificeerd.
| Team        | FIFA-ranglijst |
| ----------- | -------------- |
| Spanje      | 1              |
| Nederland   | 2              |
| Duitsland   | 3              |
| Engeland    | 6              |
| Portugal    | 7              |
| ITA         | 8              |
| Kroatië     | 9              |
| Noorwegen   | 12             |
| Griekenland | 13             |

| Team       | FIFA-ranglijst |
| ---------- | -------------- |
| Frankrijk  | 16             |
| Montenegro | 17             |
| Rusland    | 18             |
| Zweden     | 19             |
| Denemarken | 21             |
| Slovenië   | 22             |
| Turkije    | 24             |
| Servië     | 27             |
| Slowakije  | 29             |

| Team                  | FIFA-ranglijst |
| --------------------- | -------------- |
| Zwitserland           | 30             |
| Israël                | 32             |
| Ierland               | 33             |
| België                | 37             |
| Tsjechië              | 38             |
| Bosnië en Herzegovina | 41             |
| Wit-Rusland           | 42             |
| Oekraïne              | 45             |
| Hongarije             | 47             |

| Team          | FIFA-ranglijst |
| ------------- | -------------- |
| Bulgarije     | 48             |
| Roemenië      | 53             |
| Georgië       | 57             |
| Litouwen      | 58             |
| Albanië       | 59             |
| Schotland     | 61             |
| Noord-Ierland | 62             |
| Oostenrijk    | 66             |
| Polen         | 69             |

| Team         | FIFA-ranglijst |
| ------------ | -------------- |
| Armenië      | 70             |
| Finland      | 75             |
| Estland      | 79             |
| Cyprus       | 80             |
| Letland      | 84             |
| Moldavië     | 85             |
| Macedonië    | 96             |
| Azerbeidzjan | 111            |
| Faeröer      | 112            |

| Team          | FIFA-ranglijst |
| ------------- | -------------- |
| Wales         | 112            |
| Liechtenstein | 118            |
| IJsland       | 121            |
| Kazachstan    | 126            |
| Luxemburg     | 128            |
| Malta         | 173            |
| Andorra       | 203            |
| San Marino    | 203            |

## Eerste ronde

### Groep A
België had zich al vijf internationale toernooien niet meer geplaatst voor een internationaal toernooi, maar anno 2012 stond een nieuwe generatie op, waar een groot gedeelte in de Premier League speelde. Zo speelden Eden Hazard bij Chelsea, topschutter Romelu Lukaku bij Everton en verdediger Vincent Kompany bij kampioen Manchester City. Andere, veelbelovende, jonge spelers waren spelverdeler Kevin De Bruyne en doelman Thibaut Courtois, hij speelde op huurbasis bij Atletico Madrid. Door het uitblijven van resultaten waren de Belgen in de derde groep gerangschikt, voornaamste tegenstanders waren Kroatië en Servië, met Macedonië was een derde voormalige, Joegoslavische republiek als tegenstander, de groep werd gecomplementeerd met twee Britse ploegen: Schotland en Wales. Er was geen duidelijke favoriet vooraf en was geen uitgesproken "klein" land in deze groep. Na het gemiste EK werd oud-international Marc Wilmots als bondscoach aangesteld.
Medio maart 2013 was het duidelijk, dat alleen België en Kroatië zich konden plaatsen voor het WK, na zes speelronden hadden beide ploegen al negen punten voorsprong op Servië. Beide landen verspeelden alleen punten in hun onderlinge duel, op de tweede speeldag eindigde België en Kroatië in een 1-1 gelijkspel. In Brussel opende de recent nog voor Club Brugge spelende Ivan Perišić de score, Guillaume Gillet maakte nog voor rust gelijk. De "Rode Duivels" onderstreepten hun herwonnen status door met 0-3 van Servië te winnen. Nadat Servië twee keer op de paal had geschoten zorgde Christian Benteke voor een 0-1 voorsprong, waarna in de tweede helft de voorsprong werd uitgebouwd. Kroatië won met 2-0 van Servië in een door de onafhankelijkheidsoorlog van twintig jaar geleden nog steeds beladen wedstrijd. Opvallend was dat Schotland door de slechte resultaten (twee punten uit zes wedstrijden) en de suprematie van België en Kroatië het eerste Europese werd dat officieel uitgeschakeld was, eerder dan de "dwergstaten".
Op de zevende speeldag zette België een reuzenstap om zich rechtstreeks te plaatsen. Terwijl de ploeg met 1-0 van Servië won verloor Kroatië in eigen huis van Schotland. Op de achtste speeldag werden de Belgische aspiraties nog groter, toen Kroatië opnieuw punten liet liggen (1-1 tegen Servië), terwijl de Belgen met 0-2 van Schotland wonnen. Met nog twee speelronden te gaan kon het bijna niet fout gaan voor de Belgen (vijf punten voorsprong) en België leefde toe naar de kraker in en tegen Kroatië. Al in de eerste helft was de wedstrijd beslist, Lukaku zorgde met twee doelpunten, dat België zich voor de eerste keer sinds 2002 plaatste voor een groot, internationaal toernooi. Kroatië was het spoor volledig kwijt, verloor ook van Schotland en met de geringste marge plaatste het land voor de Play-Offs, de bondscoach Igor Stimac verbond zijn conclusies en nam ontslag. Tegenstander in de Play-Offs was het verrassende IJsland.    
| Nr. | Land      | GW | W | G | V | DV | DT | DS  | Ptn | Resultaat                              |
| --- | --------- | -- | - | - | - | -- | -- | --- | --- | -------------------------------------- |
| 1   | België    | 10 | 8 | 2 | 0 | 18 | 4  | +14 | 26  | Gekwalificeerd voor het hoofdtoernooi. |
| 2   | Kroatië   | 10 | 5 | 2 | 3 | 12 | 9  | +3  | 17  | Play-off                               |
| 3   | Servië    | 10 | 4 | 2 | 4 | 18 | 11 | +7  | 14  |                                        |
| 4   | Schotland | 10 | 3 | 2 | 5 | 8  | 12 | −4  | 11  |                                        |
| 5   | Wales     | 10 | 3 | 1 | 6 | 9  | 20 | −11 | 10  |                                        |
| 6   | Macedonië | 10 | 2 | 1 | 7 | 7  | 16 | −9  | 7   |                                        |

|                                                   |             |         |           |                                                                         |
| 7 september 2012 «onderlinge duels» 20:15 (UTC+2) | Kroatië     | 1 − 0   | Macedonië | Maksimirstadion, Zagreb Toeschouwers: 13.883 Scheidsrechter: Alon Yefet |
| 7 september 2012 «onderlinge duels» 20:15 (UTC+2) | Jelavić 69' | Verslag |           | Maksimirstadion, Zagreb Toeschouwers: 13.883 Scheidsrechter: Alon Yefet |

|                                                   |             |         |                            |                                                                                       |
| 7 september 2012 «onderlinge duels» 19:45 (UTC+2) | Wales       | 0 − 2   | België                     | Cardiff City Stadium, Cardiff Toeschouwers: 20.156 Scheidsrechter: Stefan Johannesson |
| 7 september 2012 «onderlinge duels» 19:45 (UTC+2) | Collins 26' | Verslag | 41' Kompany 83' Vertonghen | Cardiff City Stadium, Cardiff Toeschouwers: 20.156 Scheidsrechter: Stefan Johannesson |

|                                                   |           |       |        |                                                                           |
| 8 september 2012 «onderlinge duels» 15:00 (UTC+1) | Schotland | 0 − 0 | Servië | Hampden Park, Glasgow Toeschouwers: 47.369 Scheidsrechter: Jonas Eriksson |
| 8 september 2012 «onderlinge duels» 15:00 (UTC+1) | Verslag   |       |        | Hampden Park, Glasgow Toeschouwers: 47.369 Scheidsrechter: Jonas Eriksson |

|                                                    |                                                                        |         |          |                                                                              |
| 11 september 2012 «onderlinge duels» 20:30 (UTC+2) | Servië                                                                 | 6 − 1   | Wales    | Karadordestadion, Novi Sad Toeschouwers: 10.660 Scheidsrechter: Duarte Gomes |
| 11 september 2012 «onderlinge duels» 20:30 (UTC+2) | Kolarov 16' Tošić 24' Đuričić 39' Tadić 55' Ivanović 79' Sulejmani 90' | Verslag | 30' Bale | Karadordestadion, Novi Sad Toeschouwers: 10.660 Scheidsrechter: Duarte Gomes |

|                                                    |                 |         |            |                                                                                                |
| 11 september 2012 «onderlinge duels» 20:45 (UTC+2) | België          | 1 − 1   | Kroatië    | Koning Boudewijnstadion, Brussel Toeschouwers: 45.000 Scheidsrechter: Alberto Undiano Mallenco |
| 11 september 2012 «onderlinge duels» 20:45 (UTC+2) | G. Gillet 45+2' | Verslag | 6' Perišić | Koning Boudewijnstadion, Brussel Toeschouwers: 45.000 Scheidsrechter: Alberto Undiano Mallenco |

|                                                    |            |         |             |                                                                            |
| 11 september 2012 «onderlinge duels» 20:00 (UTC+1) | Schotland  | 1 − 1   | Macedonië   | Hampden Park, Glasgow Toeschouwers: 32.430 Scheidsrechter: Sergej Karasjov |
| 11 september 2012 «onderlinge duels» 20:00 (UTC+1) | Miller 43' | Verslag | 10' Noveski | Hampden Park, Glasgow Toeschouwers: 32.430 Scheidsrechter: Sergej Karasjov |

|                                                  |        |         |                                        |                                                                                |
| 12 oktober 2012 «onderlinge duels» 20:30 (UTC+2) | Servië | 0 − 3   | België                                 | Rode Sterstadion, Belgrado Toeschouwers: 21.650 Scheidsrechter: Pavel Královec |
| 12 oktober 2012 «onderlinge duels» 20:30 (UTC+2) |        | Verslag | 35' Benteke 69' De Bruyne 90' Mirallas | Rode Sterstadion, Belgrado Toeschouwers: 21.650 Scheidsrechter: Pavel Královec |

|                                                  |             |         |                         |                                                                              |
| 12 oktober 2012 «onderlinge duels» 20:30 (UTC+2) | Macedonië   | 1 − 2   | Kroatië                 | Philip II Arena, Skopje Toeschouwers: 32.580 Scheidsrechter: Peter Rasmussen |
| 12 oktober 2012 «onderlinge duels» 20:30 (UTC+2) | Ibraimi 17' | Verslag | 34' Ćorluka 62' Rakitić | Philip II Arena, Skopje Toeschouwers: 32.580 Scheidsrechter: Peter Rasmussen |

|                                                  |                      |         |              |                                                                                  |
| 12 oktober 2012 «onderlinge duels» 19:45 (UTC+1) | Wales                | 2 − 1   | Schotland    | Cardiff City Stadium, Cardiff Toeschouwers: 23.249 Scheidsrechter: Florian Meyer |
| 12 oktober 2012 «onderlinge duels» 19:45 (UTC+1) | Bale 82' (pen.), 90' | Verslag | 28' Morrison | Cardiff City Stadium, Cardiff Toeschouwers: 23.249 Scheidsrechter: Florian Meyer |

|                                                  |                           |         |       |                                                                                  |
| 16 oktober 2012 «onderlinge duels» 20:00 (UTC+2) | Kroatië                   | 2 − 0   | Wales | Stadion Gradski vrt, Osijek Toeschouwers: 18.000 Scheidsrechter: Alexandru Tudor |
| 16 oktober 2012 «onderlinge duels» 20:00 (UTC+2) | Mandžukić 28' Eduardo 59' | Verslag |       | Stadion Gradski vrt, Osijek Toeschouwers: 18.000 Scheidsrechter: Alexandru Tudor |

|                                                  |                         |         |           |                                                                                        |
| 16 oktober 2012 «onderlinge duels» 20:45 (UTC+2) | België                  | 2 – 0   | Schotland | Koning Boudewijnstadion, Brussel Toeschouwers: 44.142 Scheidsrechter: Tom Harald Hagen |
| 16 oktober 2012 «onderlinge duels» 20:45 (UTC+2) | Benteke 70' Kompany 72' | Verslag |           | Koning Boudewijnstadion, Brussel Toeschouwers: 44.142 Scheidsrechter: Tom Harald Hagen |

|                                                  |                    |         |             |                                                                          |
| 16 oktober 2012 «onderlinge duels» 20:45 (UTC+2) | Macedonië          | 1 − 0   | Servië      | Philip II Arena, Skopje Toeschouwers: 23.000 Scheidsrechter: Bas Nijhuis |
| 16 oktober 2012 «onderlinge duels» 20:45 (UTC+2) | Ibraimi 60' (pen.) | Verslag | 59' Tomović | Philip II Arena, Skopje Toeschouwers: 23.000 Scheidsrechter: Bas Nijhuis |

|                                              |                                 |         |                                                       |                                                                           |
| 22 maart 2013 «onderlinge duels» 20:00 (UTC) | Schotland                       | 1 − 2   | Wales                                                 | Hampden Park, Glasgow Toeschouwers: 39.365 Scheidsrechter: Antony Gautier |
| 22 maart 2013 «onderlinge duels» 20:00 (UTC) | Hanley 45+2' Snodgrass 11', 71' | Verslag | 72' (pen.) Ramsey 74' Robson-Kanu 45+2', 90+4' Ramsey | Hampden Park, Glasgow Toeschouwers: 39.365 Scheidsrechter: Antony Gautier |

|                                                |           |         |                                    |                                                                            |
| 22 maart 2013 «onderlinge duels» 20:45 (UTC+1) | Macedonië | 0 − 2   | België                             | Philip II Arena, Skopje Toeschouwers: 15.947 Scheidsrechter: Deniz Aytekin |
| 22 maart 2013 «onderlinge duels» 20:45 (UTC+1) |           | Verslag | 26' De Bruyne 62' (pen.) E. Hazard | Philip II Arena, Skopje Toeschouwers: 15.947 Scheidsrechter: Deniz Aytekin |

|                                                |                        |         |        |                                                                           |
| 22 maart 2013 «onderlinge duels» 18:00 (UTC+1) | Kroatië                | 2 − 0   | Servië | Maksimirstadion, Zagreb Toeschouwers: 35.722 Scheidsrechter: Cüneyt Çakır |
| 22 maart 2013 «onderlinge duels» 18:00 (UTC+1) | Mandžukić 23' Olić 37' | Verslag |        | Maksimirstadion, Zagreb Toeschouwers: 35.722 Scheidsrechter: Cüneyt Çakır |

|                                                |                  |         |           |                                                                           |
| 26 maart 2013 «onderlinge duels» 20:30 (UTC+1) | Servië           | 2 − 0   | Schotland | Rode Sterstadion, Belgrado Toeschouwers: 6.500 Scheidsrechter: István Vad |
| 26 maart 2013 «onderlinge duels» 20:30 (UTC+1) | Đuričić 60', 65' | Verslag |           | Rode Sterstadion, Belgrado Toeschouwers: 6.500 Scheidsrechter: István Vad |

|                                              |          |         |                        |                                                                               |
| 26 maart 2013 «onderlinge duels» 19:45 (UTC) | Wales    | 1 − 2   | Kroatië                | Cardiff City Stadium, Cardiff Toeschouwers: 12.534 Scheidsrechter: Luca Banti |
| 26 maart 2013 «onderlinge duels» 19:45 (UTC) | Bale 21' | Verslag | 77' Lovren 87' Eduardo | Cardiff City Stadium, Cardiff Toeschouwers: 12.534 Scheidsrechter: Luca Banti |

|                                                |               |         |           |                                                                                            |
| 26 maart 2013 «onderlinge duels» 20:45 (UTC+1) | België        | 1 − 0   | Macedonië | Koning Boudewijnstadion, Brussel Toeschouwers: 48.000 Scheidsrechter: Olegário Benquerença |
| 26 maart 2013 «onderlinge duels» 20:45 (UTC+1) | E. Hazard 62' | Verslag |           | Koning Boudewijnstadion, Brussel Toeschouwers: 48.000 Scheidsrechter: Olegário Benquerença |

|                                              |                            |         |             |                                                                                       |
| 7 juni 2013 «onderlinge duels» 20:45 (UTC+2) | België                     | 2 − 1   | Servië      | Koning Boudewijnstadion, Brussel Toeschouwers: 45.844 Scheidsrechter: Stéphane Lannoy |
| 7 juni 2013 «onderlinge duels» 20:45 (UTC+2) | De Bruyne 13' Fellaini 60' | Verslag | 87' Kolarov | Koning Boudewijnstadion, Brussel Toeschouwers: 45.844 Scheidsrechter: Stéphane Lannoy |

|                                              |         |         |               |                                                                              |
| 7 juni 2013 «onderlinge duels» 20:15 (UTC+2) | Kroatië | 0 − 1   | Schotland     | Maksimirstadion, Zagreb Toeschouwers: 25.016 Scheidsrechter: David Fernández |
| 7 juni 2013 «onderlinge duels» 20:15 (UTC+2) |         | Verslag | 26' Snodgrass | Maksimirstadion, Zagreb Toeschouwers: 25.016 Scheidsrechter: David Fernández |

|                                                   |                               |         |                   |                                                                           |
| 6 september 2013 «onderlinge duels» 10:00 (UTC+2) | Macedonië                     | 2 − 1   | Wales             | Philip II Arena, Skopje Toeschouwers: 18.000 Scheidsrechter: Sascha Kever |
| 6 september 2013 «onderlinge duels» 10:00 (UTC+2) | Tričkovski 21' Trajkovski 80' | Verslag | 39' (pen.) Ramsey | Philip II Arena, Skopje Toeschouwers: 18.000 Scheidsrechter: Sascha Kever |

|                                                   |           |         |                         |                                                                              |
| 6 september 2013 «onderlinge duels» 20:00 (UTC+1) | Schotland | 0 − 2   | België                  | Hampden Park, Glasgow Toeschouwers: 40.284 Scheidsrechter: Paolo Tagliavento |
| 6 september 2013 «onderlinge duels» 20:00 (UTC+1) |           | Verslag | 38' Defour 89' Mirallas | Hampden Park, Glasgow Toeschouwers: 40.284 Scheidsrechter: Paolo Tagliavento |

|                                                   |                             |         |                           |                                                                             |
| 6 september 2013 «onderlinge duels» 20:45 (UTC+2) | Servië                      | 1 − 1   | Kroatië                   | Rode Sterstadion, Belgrado Toeschouwers: 30.000 Scheidsrechter: Felix Brych |
| 6 september 2013 «onderlinge duels» 20:45 (UTC+2) | Mitrović 66' Matić 68', 75' | Verslag | 53' Mandžukić 80' Šimunić | Rode Sterstadion, Belgrado Toeschouwers: 30.000 Scheidsrechter: Felix Brych |

|                                                    |               |         |                      |                                                                            |
| 10 september 2013 «onderlinge duels» 20:30 (UTC+2) | Macedonië     | 1 − 2   | Schotland            | Philip II Arena, Skopje Toeschouwers: 14.093 Scheidsrechter: Fredy Fautrel |
| 10 september 2013 «onderlinge duels» 20:30 (UTC+2) | Kostovski 84' | Verslag | 60' Anya 89' Maloney | Philip II Arena, Skopje Toeschouwers: 14.093 Scheidsrechter: Fredy Fautrel |

|                                                    |       |         |                                      |                                                                                     |
| 10 september 2013 «onderlinge duels» 19:45 (UTC+1) | Wales | 0 − 3   | Servië                               | Cardiff City Stadium, Cardiff Toeschouwers: 10.923 Scheidsrechter: Szymon Marciniak |
| 10 september 2013 «onderlinge duels» 19:45 (UTC+1) |       | Verslag | 8' Đorđević 39' Kolarov 60' Marković | Cardiff City Stadium, Cardiff Toeschouwers: 10.923 Scheidsrechter: Szymon Marciniak |

|                                                  |              |         |                 |                                                                          |
| 11 oktober 2013 «onderlinge duels» 18:00 (UTC+2) | Kroatië      | 1 − 2   | België          | Maksimirstadion, Zagreb Toeschouwers: 13.000 Scheidsrechter: Howard Webb |
| 11 oktober 2013 «onderlinge duels» 18:00 (UTC+2) | Kranjčar 83' | Verslag | 15', 38' Lukaku | Maksimirstadion, Zagreb Toeschouwers: 13.000 Scheidsrechter: Howard Webb |

|                                                  |            |         |           |                                                                                  |
| 11 oktober 2013 «onderlinge duels» 19:45 (UTC+1) | Wales      | 1 − 0   | Macedonië | Cardiff City Stadium, Cardiff Toeschouwers: 11.257 Scheidsrechter: Suren Baliyan |
| 11 oktober 2013 «onderlinge duels» 19:45 (UTC+1) | Church 68' | Verslag |           | Cardiff City Stadium, Cardiff Toeschouwers: 11.257 Scheidsrechter: Suren Baliyan |

|                                                  |               |         |            |                                                                                       |
| 15 oktober 2013 «onderlinge duels» 21:00 (UTC+2) | België        | 1 − 1   | Wales      | Koning Boudewijnstadion, Brussel Toeschouwers: 45.401 Scheidsrechter: Sergej Karasjov |
| 15 oktober 2013 «onderlinge duels» 21:00 (UTC+2) | De Bruyne 64' | Verslag | 88' Ramsey | Koning Boudewijnstadion, Brussel Toeschouwers: 45.401 Scheidsrechter: Sergej Karasjov |

|                                                  |                                                                          |         |             |                                                                              |
| 15 oktober 2013 «onderlinge duels» 20:30 (UTC+2) | Servië                                                                   | 5 − 1   | Macedonië   | Stadion Jagodina, Jagodina Toeschouwers: 8.294 Scheidsrechter: Richard Trutz |
| 15 oktober 2013 «onderlinge duels» 20:30 (UTC+2) | Ristovski 16' (e.d.) Basta 19' Kolarov 38' (pen.) Tadić 54' Šćepović 73' | Verslag | 83' Jahović | Stadion Jagodina, Jagodina Toeschouwers: 8.294 Scheidsrechter: Richard Trutz |

|                                                  |                            |         |         |                                                                           |
| 15 oktober 2013 «onderlinge duels» 20:00 (UTC+1) | Schotland                  | 2 − 0   | Kroatië | Hampden Park, Glasgow Toeschouwers: 30.172 Scheidsrechter: Ovidiu Haţegan |
| 15 oktober 2013 «onderlinge duels» 20:00 (UTC+1) | Snodgrass 28' Naismith 73' | Verslag |         | Hampden Park, Glasgow Toeschouwers: 30.172 Scheidsrechter: Ovidiu Haţegan |

### Groep B
Italië had een sterk EK achter de rug, waarin het onverwacht de finale haalde, de finale ging (kansloos) verloren tegen Spanje. Het team had nog steeds sterkhouders als doelman Gianluigi Buffon en spelverdeler Andrea Pirlo en profiteerde tijdens het EK van het grillige talent van Mario Balotelli, die twee keer scoorde in de halve finale tegen Duitsland. Italië begon de kwalificatie matig met een 2-2 gelijkspel tegen Bulgarije, maar in de volgende vijf wedstrijden werd alleen nog gelijk gespeeld tegen Tsjechië, de andere wedstrijden werden allemaal gewonnen. Omdat de concurrentie onderling veel punten aan elkaar verspeelde, kon Italië het op de zevende en achtste speeldag al afmaken en met thuiszeges op Bulgarije (1-0 door een doelpunt van Alberto Gilardino) en een 2-1 zege op Tsjechië was de ploeg zeker van kwalificatie.
De strijd om de tweede plaats was een strijd tussen vier landen, die onderling zoveel punten verspeelde, waardoor de kans groot was dat de nummer twee laatste zou worden in het klassement van "nummer twee's" en daardoor niet zou deelnemen aan de Play-Offs. Bulgarije stond lange tijd tweede, maar door nederlagen in de laatste twee speeldagen zakte de ploeg weg naar de vierde plaats. Tsjechië speelde nooit een rol van betekenis en mede door een thuisnederlaag tegen Armenië waren de kansen definitief verkeken. Na de daaropvolgende nederlaag tegen Italië nam coach Michal Bilek ontslag. Armenië speelde een wisselvallige kwalificatie, waarin de ploeg veel beter presteerde in uitwedstrijden dan in thuiswedstrijden. Zo verloor het thuis met 0-1 van dwerg Malta en vernederde het een paar dagen later  Denemarken met 0-4.
Denemarken begon de kwalificatie beroerd met twee punten uit drie wedstrijden, maar leek na een 0-3 zege op Tsjechië de weg naar boven weer te vinden. Twee thuiswedstrijden moesten dat bevestigen, maar ook Denemarken had moeite te presteren voor eigen publiek en na een 1-1 tegen Bulgarije volgde de 0-4 tegen Armenië. Coach Morten Olsen werd na deze beschamende vertoning hevig bekritiseerd, hij vergeleek de nederlaag zelf met "11 september", waar hij later zijn excuses voor maakte. Na een noodzakelijke revanche op Armenië moest er gewonnen worden van het al geplaatste Italië om de Play-Offs te halen. Door twee treffers van Nicklas Bendtner leek dit te gaan lukken, maar een treffer van Alberto Aquilani zorgde voor een stevige domper. Denemarken werd nu laatste in het klassement van nummers twee in elke poule en kon kwalificatie vergeten.
| Nr. | Land       | GW | W | G | V | DV | DT | DS  | Ptn | Resultaat                                         |
| --- | ---------- | -- | - | - | - | -- | -- | --- | --- | ------------------------------------------------- |
| 1   | Italië     | 10 | 6 | 4 | 0 | 19 | 9  | +10 | 22  | Gekwalificeerd voor het hoofdtoernooi.            |
| 2   | Denemarken | 10 | 4 | 4 | 2 | 17 | 12 | +5  | 16  | Uitgeschakeld voor Play-off als slechtste tweede. |
| 3   | Tsjechië   | 10 | 4 | 3 | 3 | 13 | 9  | +4  | 15  |                                                   |
| 4   | Bulgarije  | 10 | 3 | 4 | 3 | 14 | 9  | +5  | 13  |                                                   |
| 5   | Armenië    | 10 | 4 | 1 | 5 | 12 | 13 | −1  | 13  |                                                   |
| 6   | Malta      | 10 | 1 | 0 | 9 | 5  | 28 | −23 | 3   |                                                   |

|                                                   |       |         |              |                                                                           |
| 7 september 2012 «onderlinge duels» 20:00 (UTC+2) | Malta | 0 − 1   | Armenië      | Ta' Qalistadion, Ta' Qali Toeschouwers: 3.517 Scheidsrechter: René Eisner |
| 7 september 2012 «onderlinge duels» 20:00 (UTC+2) |       | Verslag | 70' Sarkisov | Ta' Qalistadion, Ta' Qali Toeschouwers: 3.517 Scheidsrechter: René Eisner |

|                                                   |                         |         |                  |                                                                                            |
| 7 september 2012 «onderlinge duels» 21:45 (UTC+3) | Bulgarije               | 2 − 2   | Italië           | Vasil Levski Nationaal Stadion, Sofia Toeschouwers: 12.993 Scheidsrechter: Martin Atkinson |
| 7 september 2012 «onderlinge duels» 21:45 (UTC+3) | Manolev 30' Milanov 66' | Verslag | 36', 40' Osvaldo | Vasil Levski Nationaal Stadion, Sofia Toeschouwers: 12.993 Scheidsrechter: Martin Atkinson |

|                                                   |            |       |          |                                                                        |
| 8 september 2012 «onderlinge duels» 20:15 (UTC+2) | Denemarken | 0 − 0 | Tsjechië | Parken, Kopenhagen Toeschouwers: 24.004 Scheidsrechter: Wolfgang Stark |
| 8 september 2012 «onderlinge duels» 20:15 (UTC+2) | Verslag    |       |          | Parken, Kopenhagen Toeschouwers: 24.004 Scheidsrechter: Wolfgang Stark |

|                                                    |                             |         |                                 |                                                                                           |
| 11 september 2012 «onderlinge duels» 21:00 (UTC+3) | Bulgarije                   | 1 − 0   | Armenië                         | Vasil Levski Nationaal Stadion, Sofia Toeschouwers: 17.883 Scheidsrechter: Stéphan Studer |
| 11 september 2012 «onderlinge duels» 21:00 (UTC+3) | Manolev 43' Djakov 42', 73' | Verslag | 73' Pinheiro 68', 77' Ghazaryan | Vasil Levski Nationaal Stadion, Sofia Toeschouwers: 17.883 Scheidsrechter: Stéphan Studer |

|                                                    |                              |         |       |                                                                                   |
| 11 september 2012 «onderlinge duels» 20:45 (UTC+2) | Italië                       | 2 − 0   | Malta | Stadio Alberto Braglia, Modena Toeschouwers: 18.000 Scheidsrechter: Antti Munukka |
| 11 september 2012 «onderlinge duels» 20:45 (UTC+2) | Destro 5' Cohen 90+2' (e.d.) | Verslag |       | Stadio Alberto Braglia, Modena Toeschouwers: 18.000 Scheidsrechter: Antti Munukka |

|                                                  |                                          |         |            |                                                                                |
| 12 oktober 2012 «onderlinge duels» 18:00 (UTC+2) | Tsjechië                                 | 3 – 1   | Malta      | Stadion města Plzně, Pilsen Toeschouwers: 10.358 Scheidsrechter: Anar Salmanov |
| 12 oktober 2012 «onderlinge duels» 18:00 (UTC+2) | Gebre Selassie 34' Pekhart 52' Rezek 68' | Verslag | 38' Briffa | Stadion města Plzně, Pilsen Toeschouwers: 10.358 Scheidsrechter: Anar Salmanov |

|                                                  |                |         |                                           |                                                                        |
| 12 oktober 2012 «onderlinge duels» 21:00 (UTC+4) | Armenië        | 1 – 3   | Italië                                    | Hrazdan, Jerevan Toeschouwers: 32.000 Scheidsrechter: Marijo Strahonja |
| 12 oktober 2012 «onderlinge duels» 21:00 (UTC+4) | Mchitarjan 27' | Verslag | 11' (pen.) Pirlo 64' De Rossi 82' Osvaldo | Hrazdan, Jerevan Toeschouwers: 32.000 Scheidsrechter: Marijo Strahonja |

|                                                  |             |         |              |                                                                                         |
| 12 oktober 2012 «onderlinge duels» 21:00 (UTC+3) | Bulgarije   | 1 – 1   | Denemarken   | Vasil Levski Nationaal Stadion, Sofia Toeschouwers: 20.780 Scheidsrechter: Tony Chapron |
| 12 oktober 2012 «onderlinge duels» 21:00 (UTC+3) | Rangelov 7' | Verslag | 40' Bendtner | Vasil Levski Nationaal Stadion, Sofia Toeschouwers: 20.780 Scheidsrechter: Tony Chapron |

|                                                  |          |       |           |                                                                                 |
| 16 oktober 2012 «onderlinge duels» 20:00 (UTC+2) | Tsjechië | 0 – 0 | Bulgarije | Generali Arena, Praag Toeschouwers: 16.163 Scheidsrechter: Vladislav Bezborodov |
| 16 oktober 2012 «onderlinge duels» 20:00 (UTC+2) | Verslag  |       |           | Generali Arena, Praag Toeschouwers: 16.163 Scheidsrechter: Vladislav Bezborodov |

|                                                  |                                                      |         |            |                                                                                   |
| 16 oktober 2012 «onderlinge duels» 20:45 (UTC+2) | Italië                                               | 3 – 1   | Denemarken | Stadio Giuseppe Meazza, Milaan Toeschouwers: 37.027 Scheidsrechter: Damir Skomina |
| 16 oktober 2012 «onderlinge duels» 20:45 (UTC+2) | Montolivo 33' De Rossi 37' Balotelli 54' Osvaldo 46' | Verslag | 45' Kvist  | Stadio Giuseppe Meazza, Milaan Toeschouwers: 37.027 Scheidsrechter: Damir Skomina |

|                                                |                                                      |         |       |                                                                                           |
| 22 maart 2013 «onderlinge duels» 18:00 (UTC+2) | Bulgarije                                            | 6 – 0   | Malta | Vasil Levski Nationaal Stadion, Sofia Toeschouwers: 0 Scheidsrechter: Eitan Shemeulevitch |
| 22 maart 2013 «onderlinge duels» 18:00 (UTC+2) | Tonev 6', 38', 58' Popov 47' Gargorov 56' Ivanov 79' | Verslag |       | Vasil Levski Nationaal Stadion, Sofia Toeschouwers: 0 Scheidsrechter: Eitan Shemeulevitch |

|                                                |          |         |                                     |                                                                          |
| 22 maart 2013 «onderlinge duels» 20:30 (UTC+1) | Tsjechië | 0 – 3   | Denemarken                          | Andrův stadion, Olomouc Toeschouwers: 12.288 Scheidsrechter: Jorge Sousa |
| 22 maart 2013 «onderlinge duels» 20:30 (UTC+1) |          | Verslag | 57' Cornelius 67' Kjaer 82' Zimling | Andrův stadion, Olomouc Toeschouwers: 12.288 Scheidsrechter: Jorge Sousa |

|                                                |         |         |                          |                                                                                                   |
| 26 maart 2013 «onderlinge duels» 20:00 (UTC+4) | Armenië | 0 – 3   | Tsjechië                 | Republikeins Stadion Vazgen Sargsian, Jerevan Toeschouwers: 14.403 Scheidsrechter: Cristian Balaj |
| 26 maart 2013 «onderlinge duels» 20:00 (UTC+4) |         | Verslag | 47', 81' Vydra 90' Kolář | Republikeins Stadion Vazgen Sargsian, Jerevan Toeschouwers: 14.403 Scheidsrechter: Cristian Balaj |

|                                                |       |         |                          |                                                                                 |
| 26 maart 2013 «onderlinge duels» 20:45 (UTC+1) | Malta | 0 – 2   | Italië                   | Ta' Qalistadion, Ta' Qali Toeschouwers: 17.011 Scheidsrechter: Serdar Gözübüyük |
| 26 maart 2013 «onderlinge duels» 20:45 (UTC+1) |       | Verslag | 8' (pen.), 45' Balotelli | Ta' Qalistadion, Ta' Qali Toeschouwers: 17.011 Scheidsrechter: Serdar Gözübüyük |

|                                                |                  |         |             |                                                                       |
| 26 maart 2013 «onderlinge duels» 20:15 (UTC+1) | Denemarken       | 1 – 1   | Bulgarije   | Parken, Kopenhagen Toeschouwers: 22.357 Scheidsrechter: Fırat Aydınus |
| 26 maart 2013 «onderlinge duels» 20:15 (UTC+1) | Agger 63' (pen.) | Verslag | 51' Manolev | Parken, Kopenhagen Toeschouwers: 22.357 Scheidsrechter: Fırat Aydınus |

|                                              |         |         |           |                                                                                                 |
| 7 juni 2013 «onderlinge duels» 20:00 (UTC+4) | Armenië | 0 – 1   | Malta     | Republikeins Stadion Vazgen Sargsian, Jerevan Toeschouwers: 8.500 Scheidsrechter: Arnold Hunter |
| 7 juni 2013 «onderlinge duels» 20:00 (UTC+4) |         | Verslag | 8' Mifsud | Republikeins Stadion Vazgen Sargsian, Jerevan Toeschouwers: 8.500 Scheidsrechter: Arnold Hunter |

|                                              |          |       |        |                                                                              |
| 7 juni 2013 «onderlinge duels» 20:45 (UTC+2) | Tsjechië | 0 – 0 | Italië | Generali Arena, Praag Toeschouwers: 18.235 Scheidsrechter: Svein Oddvar Moen |
| 7 juni 2013 «onderlinge duels» 20:45 (UTC+2) | Verslag  |       |        | Generali Arena, Praag Toeschouwers: 18.235 Scheidsrechter: Svein Oddvar Moen |

|                                               |            |         |                                              |                                                                           |
| 11 juni 2013 «onderlinge duels» 20:15 (UTC+2) | Denemarken | 0 – 4   | Armenië                                      | Parken, Kopenhagen Toeschouwers: 14.284 Scheidsrechter: Aleksej Nikolajev |
| 11 juni 2013 «onderlinge duels» 20:15 (UTC+2) |            | Verslag | 1', 59' Movsisyan 19' Özbiliz 82' Mchitarjan | Parken, Kopenhagen Toeschouwers: 14.284 Scheidsrechter: Aleksej Nikolajev |

|                                                   |               |         |           |                                                                                            |
| 6 september 2013 «onderlinge duels» 20:45 (UTC+2) | Italië        | 1 – 0   | Bulgarije | Stadio Renzo Barbera, Palermo Toeschouwers: 28.662 Scheidsrechter: Carlos Velasco Carballo |
| 6 september 2013 «onderlinge duels» 20:45 (UTC+2) | Gilardino 38' | Verslag |           | Stadio Renzo Barbera, Palermo Toeschouwers: 28.662 Scheidsrechter: Carlos Velasco Carballo |

|                                                   |            |         |                                   |                                                                                       |
| 6 september 2013 «onderlinge duels» 20:00 (UTC+2) | Malta      | 1 – 2   | Denemarken                        | Ta' Qalistadion, Ta' Qali Toeschouwers: 5.576 Scheidsrechter: Anastasios Sidiropoulos |
| 6 september 2013 «onderlinge duels» 20:00 (UTC+2) | Failla 38' | Verslag | 2' Andreasen 53' (e.d.) Camilleri | Ta' Qalistadion, Ta' Qali Toeschouwers: 5.576 Scheidsrechter: Anastasios Sidiropoulos |

|                                                   |             |         |                             |                                                                            |
| 6 september 2013 «onderlinge duels» 18:00 (UTC+2) | Tsjechië    | 1 – 2   | Armenië                     | Synot Tip Arena, Praag Toeschouwers: 17.628 Scheidsrechter: Antony Gautier |
| 6 september 2013 «onderlinge duels» 18:00 (UTC+2) | Rosický 70' | Verslag | 31' Mkrtchyan 90' Ghazaryan | Synot Tip Arena, Praag Toeschouwers: 17.628 Scheidsrechter: Antony Gautier |

|                                                    |         |         |            |                                                                   |
| 10 september 2013 «onderlinge duels» 20:00 (UTC+4) | Armenië | 0 – 1   | Denemarken | Hrazdan, Jerevan Toeschouwers: 23.000 Scheidsrechter: Bas Nijhuis |
| 10 september 2013 «onderlinge duels» 20:00 (UTC+4) |         | Verslag | 73' Agger  | Hrazdan, Jerevan Toeschouwers: 23.000 Scheidsrechter: Bas Nijhuis |

|                                                    |             |         |                          |                                                                         |
| 10 september 2013 «onderlinge duels» 20:00 (UTC+2) | Malta       | 1 – 2   | Bulgarije                | Ta' Qalistadion, Ta' Qali Toeschouwers: 4.884 Scheidsrechter: Matej Jug |
| 10 september 2013 «onderlinge duels» 20:00 (UTC+2) | Herrera 78' | Verslag | 9' Dimitrov 59' Gargorov | Ta' Qalistadion, Ta' Qali Toeschouwers: 4.884 Scheidsrechter: Matej Jug |

|                                                    |                                    |         |                          |                                                                             |
| 10 september 2013 «onderlinge duels» 20:45 (UTC+2) | Italië                             | 2 – 1   | Tsjechië                 | Stadio Olimpico, Turijn Toeschouwers: 35.299 Scheidsrechter: Jonas Eriksson |
| 10 september 2013 «onderlinge duels» 20:45 (UTC+2) | Chiellini 51' Balotelli 54' (pen.) | Verslag | 19' Kozák 61', 89' Kolář | Stadio Olimpico, Turijn Toeschouwers: 35.299 Scheidsrechter: Jonas Eriksson |

|                                                  |            |         |                                                |                                                                         |
| 11 oktober 2013 «onderlinge duels» 19:30 (UTC+2) | Malta      | 1 – 4   | Tsjechië                                       | Ta' Qalistadion, Ta' Qali Toeschouwers: 4.530 Scheidsrechter: Matej Jug |
| 11 oktober 2013 «onderlinge duels» 19:30 (UTC+2) | Mifsud 47' | Verslag | 3' Hübschman 34' Lafata 51' Kadlec 90' Pekhart | Ta' Qalistadion, Ta' Qali Toeschouwers: 4.530 Scheidsrechter: Matej Jug |

|                                                  |                     |         |                            |                                                                         |
| 11 oktober 2013 «onderlinge duels» 20:15 (UTC+2) | Denemarken          | 2 – 2   | Italië                     | Parken, Kopenhagen Toeschouwers: 35.305 Scheidsrechter: Stéphane Lannoy |
| 11 oktober 2013 «onderlinge duels» 20:15 (UTC+2) | Bendtner 45+1', 79' | Verslag | 28' Osvaldo 90+1' Aquilani | Parken, Kopenhagen Toeschouwers: 35.305 Scheidsrechter: Stéphane Lannoy |

|                                                  |                           |         |                                       |                                                                   |
| 11 oktober 2013 «onderlinge duels» 19:00 (UTC+4) | Armenië                   | 2 – 1   | Bulgarije                             | Hrazdan, Jerevan Toeschouwers: 11.000 Scheidsrechter: Felix Brych |
| 11 oktober 2013 «onderlinge duels» 19:00 (UTC+4) | Özbiliz 45' Movsisjan 87' | Verslag | 61' Popov 44' Bodurov 50', 63' Djakov | Hrazdan, Jerevan Toeschouwers: 11.000 Scheidsrechter: Felix Brych |

|                                                  |                |         |            |                                                                                          |
| 15 oktober 2013 «onderlinge duels» 21:15 (UTC+3) | Bulgarije      | 0 – 1   | Tsjechië   | Vasil Levski Nationaal Stadion, Sofia Toeschouwers: 25.464 Scheidsrechter: Viktor Kassai |
| 15 oktober 2013 «onderlinge duels» 21:15 (UTC+3) | Zanev 34', 75' | Verslag | 52' Dočkal | Vasil Levski Nationaal Stadion, Sofia Toeschouwers: 25.464 Scheidsrechter: Viktor Kassai |

|                                                  |                                                           |         |       |                                                                            |
| 15 oktober 2013 «onderlinge duels» 20:15 (UTC+2) | Denemarken                                                | 6 – 0   | Malta | Parken, Kopenhagen Toeschouwers: 11.479 Scheidsrechter: Aleksandar Stavrev |
| 15 oktober 2013 «onderlinge duels» 20:15 (UTC+2) | Rasmussen 9', 74' Agger 11', 39' Bjelland 28' Nielsen 84' | Verslag |       | Parken, Kopenhagen Toeschouwers: 11.479 Scheidsrechter: Aleksandar Stavrev |

|                                                  |                            |         |                             |                                                                              |
| 15 oktober 2013 «onderlinge duels» 20:45 (UTC+2) | Italië                     | 2 – 2   | Armenië                     | Stadio San Paolo, Napels Toeschouwers: 22.000 Scheidsrechter: Michael Oliver |
| 15 oktober 2013 «onderlinge duels» 20:45 (UTC+2) | Florenzi 24' Balotelli 76' | Verslag | 5' Movsisjan 70' Mchitarjan | Stadio San Paolo, Napels Toeschouwers: 22.000 Scheidsrechter: Michael Oliver |

### Groep C
Duitsland haalde voor de vierde achtereenvolgende keer de halve finales van een groot internationaal toernooi, maar werd in de halve finales wat onverwacht uitgeschakeld door Italië. De nog steeds vrij jonge ploeg stond op het toppunt van zijn kunnen, in de Champions League haalden de Duitse club Bayern Műnchen en Borussia Dortmund de finale. Duitsland begon de kwalificatie zoals gebruikelijk voortvarend, hoogtepunt was de derde wedstrijd, tegen Ierland. Ierland scoorde in de laatste minuut, terwijl Duitsland al met 0-6 voor stond. Tegen Zweden leek het dezelfde kant op te gaan, na een half uur stond de ploeg met 4-0 voor, maar Zweden werkte aan een sterke comeback. In de blessuretijd scoorde Rasmus Elm de gelijkmaker: 4-4. Na deze halve uitglijder volgden vier overwinningen en na een 3-0 zege op Ierland plaatste de ploeg zich probleemloos voor de Eindronde.
Zlatan Ibrahimovic was op het toppunt van zijn kunnen en de Zweedse ster werd na (kortstondige) dienstverbanden bij Juventus, Inter Milan, FC Barcelona en AC Milan het boegbeeld van Paris Saint-Germain, dat werd overgenomen door investeerders in Qatar Zlatan wilde ook succes met zijn land, in een vriendschappelijke interland tegen Engeland scoorde hij vier maal, vooral een onmogelijke bicycle kick buiten het strafschopgebied maakte indruk. Na het 4-4 gelijkspel tegen Duitsland volgden twee matige resultaten voor de Zweden en raakte de eerste plaats uit zicht. Zweden speelde eerst in eigen huis doelpuntloos gelijk tegen Ierland en verloor met 2-1 van het opkrabbelende Oostenrijk. Bij Oostenrijk was Martin Harnik de grote man, hij was betrokken bij beide doelpunten (strafschop afgedwongen en assist) en Zweden, Ierland en Oostenrijk stonden precies gelijk in punten aan het einde van het seizoen 2012/2013 (elf punten uit zes wedstrijden).
Ierland kon het WK vergeten na nederlagen tegen de twee concurrenten: 1-2 tegen Zweden en 1-0 tegen Oostenrijk, de Italiaanse bondscoach Giovanni Trapattoni diende zijn ontslag in. Het winnende doelpunt van Oostenrijk werd gescoord door de bij Bayern München doorgebroken David Alaba. Op de negende speeldag was de wedstrijd tussen Zweden en Oostenrijk min of meer beslissend, Zweden had een voorsprong van drie punten. De wedstrijd ging gelijk op, waarbij Oostenrijk andermaal zijn progressie toonde. In de 84e minuut werd de wedstrijd beslist door andermaal een "touch a genious"van Zlatan. Marko Arnautovic kreeg nog een rode kaart na overdreven vallen van Johan Elmander en Oostenrijk was uitgeschakeld. Zweden - Duitsland had geen waarde meer voor de eindrangschikking, Zlatan nam vrij. Net als een jaar eerder in Berlijn vielen er opnieuw acht doelpunten, na een 2-0 achterstand wonnen de Duitsers met 3-5, André Schürrle scoorde drie doelpunten. Zweden moest in de Play-Offs spelen tegen Portugal, waar ook een van de  beste voetballers van de wereld speelde: Christiano Ronaldo.
| Nr. | Land       | GW | W | G | V | DV | DT | DS  | Ptn | Resultaat                              |
| --- | ---------- | -- | - | - | - | -- | -- | --- | --- | -------------------------------------- |
| 1   | Duitsland  | 10 | 9 | 1 | 0 | 36 | 10 | +26 | 28  | Gekwalificeerd voor het hoofdtoernooi. |
| 2   | Zweden     | 10 | 6 | 2 | 2 | 19 | 14 | +5  | 20  | Play-off                               |
| 3   | Oostenrijk | 10 | 5 | 2 | 3 | 20 | 10 | +10 | 17  |                                        |
| 4   | Ierland    | 10 | 4 | 2 | 4 | 16 | 17 | −1  | 14  |                                        |
| 5   | Kazachstan | 10 | 1 | 2 | 7 | 6  | 21 | −15 | 5   |                                        |
| 6   | Faeröer    | 10 | 0 | 1 | 9 | 4  | 29 | −25 | 1   |                                        |

|                                                   |                 |         |                            |                                                                        |
| 7 september 2012 «onderlinge duels» 22:00 (UTC+6) | Kazachstan      | 1 − 2   | Ierland                    | Astana Arena, Astana Toeschouwers: 12.384 Scheidsrechter: Marius Avram |
| 7 september 2012 «onderlinge duels» 22:00 (UTC+6) | Nurdauletov 37' | Verslag | 89' (pen.) Keane 90' Doyle | Astana Arena, Astana Toeschouwers: 12.384 Scheidsrechter: Marius Avram |

|                                                   |                         |         |         |                                                                        |
| 7 september 2012 «onderlinge duels» 20:45 (UTC+2) | Duitsland               | 3 − 0   | Faeröer | AWD-Arena, Hannover Toeschouwers: 32.769 Scheidsrechter: Robert Madden |
| 7 september 2012 «onderlinge duels» 20:45 (UTC+2) | Götze 28' Özil 54', 72' | Verslag |         | AWD-Arena, Hannover Toeschouwers: 32.769 Scheidsrechter: Robert Madden |

|                                                    |                    |         |            |                                                                            |
| 11 september 2012 «onderlinge duels» 20:30 (UTC+2) | Zweden             | 2 − 0   | Kazachstan | Swedbank Stadion, Malmö Toeschouwers: 20.414 Scheidsrechter: Sergiej Bojko |
| 11 september 2012 «onderlinge duels» 20:30 (UTC+2) | Elm 37' Berg 90+4' | Verslag |            | Swedbank Stadion, Malmö Toeschouwers: 20.414 Scheidsrechter: Sergiej Bojko |

|                                                    |               |         |                          |                                                                               |
| 11 september 2012 «onderlinge duels» 20:35 (UTC+2) | Oostenrijk    | 1 − 2   | Duitsland                | Ernst Happelstadion, Wenen Toeschouwers: 47.000 Scheidsrechter: Björn Kuipers |
| 11 september 2012 «onderlinge duels» 20:35 (UTC+2) | Junuzović 57' | Verslag | 44' Reus 52' (pen.) Özil | Ernst Happelstadion, Wenen Toeschouwers: 47.000 Scheidsrechter: Björn Kuipers |

|                                                  |            |       |            |                                                                        |
| 12 oktober 2012 «onderlinge duels» 22:00 (UTC+6) | Kazachstan | 0 – 0 | Oostenrijk | Astana Arena, Astana Toeschouwers: 12.900 Scheidsrechter: Tamás Bognár |
| 12 oktober 2012 «onderlinge duels» 22:00 (UTC+6) | Verslag    |       |            | Astana Arena, Astana Toeschouwers: 12.900 Scheidsrechter: Tamás Bognár |

|                                                  |                 |         |                                |                                                                                  |
| 12 oktober 2012 «onderlinge duels» 17:00 (UTC+1) | Faeröer         | 1 – 2   | Zweden                         | Tórsvøllur, Tórshavn Toeschouwers: 5.079 Scheidsrechter: Anastasios Sidiropoulos |
| 12 oktober 2012 «onderlinge duels» 17:00 (UTC+1) | Baldvinsson 57' | Verslag | 65' Kačaniklić 75' Ibrahimović | Tórsvøllur, Tórshavn Toeschouwers: 5.079 Scheidsrechter: Anastasios Sidiropoulos |

|                                                  |             |         |                                                        |                                                                          |
| 12 oktober 2012 «onderlinge duels» 19:45 (UTC+1) | Ierland     | 1 – 6   | Duitsland                                              | Avivastadion, Dublin Toeschouwers: 49.850 Scheidsrechter: Nicola Rizzoli |
| 12 oktober 2012 «onderlinge duels» 19:45 (UTC+1) | Keogh 90+2' | Verslag | 32', 40' Reus 55' (pen.) Özil 58' Klose 61', 83' Kroos | Avivastadion, Dublin Toeschouwers: 49.850 Scheidsrechter: Nicola Rizzoli |

|                                                  |            |         |                                                          |                                                                        |
| 16 oktober 2012 «onderlinge duels» 19:00 (UTC+1) | Faeröer    | 1 – 4   | Ierland                                                  | Tórsvøllur, Tórshavn Toeschouwers: 4.300 Scheidsrechter: Lorenc Jemini |
| 16 oktober 2012 «onderlinge duels» 19:00 (UTC+1) | Hansen 68' | Verslag | 46' Wilson 52' Walters 73' (e.d.) Justinussen 87' O'Shea | Tórsvøllur, Tórshavn Toeschouwers: 4.300 Scheidsrechter: Lorenc Jemini |

|                                                  |                                        |         |                                                   |                                                                            |
| 16 oktober 2012 «onderlinge duels» 20:45 (UTC+2) | Duitsland                              | 4 – 4   | Zweden                                            | Olympiastadion, Berlijn Toeschouwers: 72.369 Scheidsrechter: Pedro Proença |
| 16 oktober 2012 «onderlinge duels» 20:45 (UTC+2) | Klose 8', 15' Mertesacker 39' Özil 56' | Verslag | 62' Ibrahimović 64' Lustig 76' Elmander 90+1' Elm | Olympiastadion, Berlijn Toeschouwers: 72.369 Scheidsrechter: Pedro Proença |

|                                                  |                                     |         |            |                                                                              |
| 16 oktober 2012 «onderlinge duels» 20:35 (UTC+2) | Oostenrijk                          | 4 – 0   | Kazachstan | Ernst Happelstadion, Wenen Toeschouwers: 43.000 Scheidsrechter: Jakob Kehlet |
| 16 oktober 2012 «onderlinge duels» 20:35 (UTC+2) | Janko 23', 64' Alaba 71' Harnik 90' | Verslag |            | Ernst Happelstadion, Wenen Toeschouwers: 43.000 Scheidsrechter: Jakob Kehlet |

|                                                |         |       |         |                                                                                    |
| 22 maart 2013 «onderlinge duels» 20:45 (UTC+1) | Zweden  | 0 – 0 | Ierland | Friends Arena, Solna Toeschouwers: 49.436 Scheidsrechter: Alberto Undiano Mallenco |
| 22 maart 2013 «onderlinge duels» 20:45 (UTC+1) | Verslag |       |         | Friends Arena, Solna Toeschouwers: 49.436 Scheidsrechter: Alberto Undiano Mallenco |

|                                                |                                                                   |         |         |                                                                                 |
| 22 maart 2013 «onderlinge duels» 20:30 (UTC+1) | Oostenrijk                                                        | 6 – 0   | Faeröer | Ernst Happelstadion, Wenen Toeschouwers: 24.200 Scheidsrechter: Oleksandr Derdo |
| 22 maart 2013 «onderlinge duels» 20:30 (UTC+1) | Hosiner 8', 20' Ivanschitz 28' Junuzović 77' Alaba 78' Garics 82' | Verslag |         | Ernst Happelstadion, Wenen Toeschouwers: 24.200 Scheidsrechter: Oleksandr Derdo |

|                                                |            |         |                                         |                                                                            |
| 22 maart 2013 «onderlinge duels» 23:59 (UTC+6) | Kazachstan | 0 – 3   | Duitsland                               | Astana Arena, Astana Toeschouwers: 29.300 Scheidsrechter: Anastasios Kakos |
| 22 maart 2013 «onderlinge duels» 23:59 (UTC+6) |            | Verslag | 20' Schweinsteiger 22' Götze 74' Müller | Astana Arena, Astana Toeschouwers: 29.300 Scheidsrechter: Anastasios Kakos |

|                                              |                           |         |                        |                                                                            |
| 26 maart 2013 «onderlinge duels» 19:45 (UTC) | Ierland                   | 2 – 2   | Oostenrijk             | Avivastadion, Dublin Toeschouwers: 35.100 Scheidsrechter: Marijo Strahonja |
| 26 maart 2013 «onderlinge duels» 19:45 (UTC) | Walters 25' (pen.), 45+1' | Verslag | 11' Harnik 90+3' Alaba | Avivastadion, Dublin Toeschouwers: 35.100 Scheidsrechter: Marijo Strahonja |

|                                                |                                      |         |                  |                                                                                 |
| 26 maart 2013 «onderlinge duels» 20:45 (UTC+1) | Duitsland                            | 4 – 1   | Kazachstan       | Stadion Nürnberg, Neurenberg Toeschouwers: 43.520 Scheidsrechter: Halis Özkahya |
| 26 maart 2013 «onderlinge duels» 20:45 (UTC+1) | Reus 23', 90' Götze 27' Gündoğan 31' | Verslag | 45+1' Schmidtgal | Stadion Nürnberg, Neurenberg Toeschouwers: 43.520 Scheidsrechter: Halis Özkahya |

|                                              |                    |         |         |                                                                              |
| 7 juni 2013 «onderlinge duels» 19:45 (UTC+1) | Ierland            | 3 – 0   | Faeröer | Avivastadion, Dublin Toeschouwers: 30.805 Scheidsrechter: Mattias Gestranius |
| 7 juni 2013 «onderlinge duels» 19:45 (UTC+1) | Keane 5', 56', 81' | Verslag |         | Avivastadion, Dublin Toeschouwers: 30.805 Scheidsrechter: Mattias Gestranius |

|                                              |                            |         |              |                                                                                 |
| 7 juni 2013 «onderlinge duels» 20:45 (UTC+2) | Oostenrijk                 | 2 – 1   | Zweden       | Ernst Happelstadion, Wenen Toeschouwers: 48.500 Scheidsrechter: Gianluca Rocchi |
| 7 juni 2013 «onderlinge duels» 20:45 (UTC+2) | Alaba 26' (pen.) Janko 32' | Verslag | 82' Elmander | Ernst Happelstadion, Wenen Toeschouwers: 48.500 Scheidsrechter: Gianluca Rocchi |

|                                               |                             |         |         |                                                                            |
| 11 juni 2013 «onderlinge duels» 19:15 (UTC+2) | Zweden                      | 2 – 0   | Faeröer | Friends Arena, Solna Toeschouwers: 32.858 Scheidsrechter: Nikolaj Jordanov |
| 11 juni 2013 «onderlinge duels» 19:15 (UTC+2) | Ibrahimović 35', 82' (pen.) | Verslag |         | Friends Arena, Solna Toeschouwers: 32.858 Scheidsrechter: Nikolaj Jordanov |

|                                                   |           |         |                           |                                                                         |
| 6 september 2013 «onderlinge duels» 19:45 (UTC+1) | Ierland   | 1 – 2   | Zweden                    | Avivastadion, Dublin Toeschouwers: 50.000 Scheidsrechter: Damir Skomina |
| 6 september 2013 «onderlinge duels» 19:45 (UTC+1) | Keane 21' | Verslag | 33' Elmander 57' Svensson | Avivastadion, Dublin Toeschouwers: 50.000 Scheidsrechter: Damir Skomina |

|                                                   |                                |         |            |                                                                           |
| 6 september 2013 «onderlinge duels» 20:45 (UTC+2) | Duitsland                      | 3 – 0   | Oostenrijk | Allianz Arena, München Toeschouwers: 68.000 Scheidsrechter: Milorad Mažić |
| 6 september 2013 «onderlinge duels» 20:45 (UTC+2) | Klose 33' Kroos 51' Müller 88' | Verslag |            | Allianz Arena, München Toeschouwers: 68.000 Scheidsrechter: Milorad Mažić |

|                                                   |                                        |         |                 |                                                                          |
| 6 september 2013 «onderlinge duels» 21:00 (UTC+6) | Kazachstan                             | 2 – 1   | Faeröer         | Astana Arena, Astana Toeschouwers: 9.000 Scheidsrechter: Johnny Casanova |
| 6 september 2013 «onderlinge duels» 21:00 (UTC+6) | Nurdauletov 50' (pen.) Finonchenko 63' | Verslag | 23' Benjaminsen | Astana Arena, Astana Toeschouwers: 9.000 Scheidsrechter: Johnny Casanova |

|                                                    |            |         |                |                                                                            |
| 10 september 2013 «onderlinge duels» 22:00 (UTC+6) | Kazachstan | 0 – 1   | Zweden         | Astana Arena, Astana Toeschouwers: 24.000 Scheidsrechter: Miroslav Zelinka |
| 10 september 2013 «onderlinge duels» 22:00 (UTC+6) |            | Verslag | 1' Ibrahimović | Astana Arena, Astana Toeschouwers: 24.000 Scheidsrechter: Miroslav Zelinka |

|                                                    |            |         |         |                                                                                      |
| 10 september 2013 «onderlinge duels» 20:45 (UTC+2) | Oostenrijk | 1 – 0   | Ierland | Ernst Happelstadion, Wenen Toeschouwers: 48.500 Scheidsrechter: Olegário Benquerença |
| 10 september 2013 «onderlinge duels» 20:45 (UTC+2) | Alaba 84'  | Verslag |         | Ernst Happelstadion, Wenen Toeschouwers: 48.500 Scheidsrechter: Olegário Benquerença |

|                                                    |               |         |                                            |                                                                            |
| 10 september 2013 «onderlinge duels» 19:45 (UTC+1) | Faeröer       | 0 – 3   | Duitsland                                  | Tórsvøllur, Tórshavn Toeschouwers: 4.118 Scheidsrechter: Gediminas Mažeika |
| 10 september 2013 «onderlinge duels» 19:45 (UTC+1) | Gregersen 73' | Verslag | 23' Mertesacker 74' (pen.) Özil 84' Müller | Tórsvøllur, Tórshavn Toeschouwers: 4.118 Scheidsrechter: Gediminas Mažeika |

|                                                  |                            |         |                           |                                                                        |
| 11 oktober 2013 «onderlinge duels» 20:45 (UTC+2) | Zweden                     | 2 – 1   | Oostenrijk                | Friends Arena, Solna Toeschouwers: 49.416 Scheidsrechter: Cüneyt Çakır |
| 11 oktober 2013 «onderlinge duels» 20:45 (UTC+2) | Olsson 56' Ibrahimović 86' | Verslag | 29' Harnik 90' Arnautović | Friends Arena, Solna Toeschouwers: 49.416 Scheidsrechter: Cüneyt Çakır |

|                                                  |             |         |                 |                                                                          |
| 11 oktober 2013 «onderlinge duels» 18:00 (UTC+1) | Faeröer     | 1 – 1   | Kazachstan      | Tórsvøllur, Tórshavn Toeschouwers: 3.100 Scheidsrechter: Dumitru Muntean |
| 11 oktober 2013 «onderlinge duels» 18:00 (UTC+1) | Hansson 41' | Verslag | 55' Finonchenko | Tórsvøllur, Tórshavn Toeschouwers: 3.100 Scheidsrechter: Dumitru Muntean |

|                                                  |                                     |         |         |                                                                                 |
| 11 oktober 2013 «onderlinge duels» 20:45 (UTC+3) | Duitsland                           | 3 – 0   | Ierland | RheinEnergieStadion, Keulen Toeschouwers: 46.237 Scheidsrechter: Serge Gumienny |
| 11 oktober 2013 «onderlinge duels» 20:45 (UTC+3) | Khedira 12' Schürrle 58' Özil 90+1' | Verslag |         | RheinEnergieStadion, Keulen Toeschouwers: 46.237 Scheidsrechter: Serge Gumienny |

|                                                  |         |         |                                    |                                                                      |
| 15 oktober 2013 «onderlinge duels» 19:45 (UTC+1) | Faeröer | 0 – 3   | Oostenrijk                         | Tórsvøllur, Tórshavn Toeschouwers: 3.100 Scheidsrechter: Liran Liany |
| 15 oktober 2013 «onderlinge duels» 19:45 (UTC+1) |         | Verslag | 16' Ivanschitz 64' Prödl 67' Alaba | Tórsvøllur, Tórshavn Toeschouwers: 3.100 Scheidsrechter: Liran Liany |

|                                                  |                                        |         |            |                                                                               |
| 15 oktober 2013 «onderlinge duels» 19:45 (UTC+1) | Ierland                                | 3 – 1   | Kazachstan | Avivastadion, Dublin Toeschouwers: 21.700 Scheidsrechter: Vadims Direktorenko |
| 15 oktober 2013 «onderlinge duels» 19:45 (UTC+1) | Keane 17' O'Shea 26' Shomko 78' (e.d.) | Verslag | 13' Shomko | Avivastadion, Dublin Toeschouwers: 21.700 Scheidsrechter: Vadims Direktorenko |

|                                                  |                              |         |                                           |                                                                          |
| 15 oktober 2013 «onderlinge duels» 20:45 (UTC+2) | Zweden                       | 3 – 5   | Duitsland                                 | Friends Arena, Solna Toeschouwers: 49.251 Scheidsrechter: William Collum |
| 15 oktober 2013 «onderlinge duels» 20:45 (UTC+2) | Hysén 6', 69' Kačaniklić 42' | Verslag | 45' Özil 53' Götze 57', 66', 76' Schürrle | Friends Arena, Solna Toeschouwers: 49.251 Scheidsrechter: William Collum |

### Groep D
Nederland lootte een oude bekende, Guus Hiddink was op dat moment de bondscoach van Turkije. Echter, na het missen van het EK stapte Hiddink op. Bert van Marwijk trof hetzelfde lot een half jaar later, na een teleurstellend EK, waarbij Oranje alle wedstrijden verloor, werd het contract van Van Marwijk ontbonden. Hij werd opgevolgd door Louis van Gaal. Zijn eerste periode als bondscoach was een flop, tien jaar daarvoor miste hij het WK 2002. De belangrijkste concurrenten van Nederland en Turkije waren Roemenië en Hongarije, landen die al jaren geen succes hadden op het internationale podium.
De start van Van Gaal was beroerd, de vriendschappelijke wedstrijd tegen het opkomende België ging met 4-2 verloren. Vooral de oude garde faalde en voor de eerste twee kwalificatie-wedstrijden werd de boel flink omgezet: spelers als Nigel de Jong en Rafael van der Vaart werden gepasseerd, spelers als Maarten Stekelenburg en Joris Mathijsen zaten op de bank. Het onervaren Oranje kende een moeizame start, slordigheden van met name (bijna-)debutanten als Daryl Janmaat, Bruno Martins Indi en doelman Tim Krul werden niet afgestraft in de eerste helft, Oranje kwam op voorsprong door een treffer van Robin van Persie. In de tweede helft bleef Oranje met kunst-en-vliegwerk overeind en in de blessure-tijd scoorde Luciano Narsingh de verlossende, tweede treffer.
Na deze ontsnapping ging Oranje steeds beter spelen en na twee identieke zeges in de uitwedstrijden tegen Hongarije en Roemenië (beiden 1-4) stond Oranje soeverein aan kop. Van Gaal liet veel spelers uit de Nederlandse competitie debuteren en spelers als Daley Blind en Stefan de Vrij maakten hun debuut. Met slechts Arjen Robben, Rafael van der Vaart en Robin van Persie als routiniers werd Roemenië met 4-0 verslagen en kon kwalificatie nauwelijks nog worden ontgaan. Wesley Sneijder was er in een Aziatische trip weer bij, maar kon niet meer rekenen op een zekere basisplaats en moest zijn aanvoerdersband afstaan aan Robin van Persie. Sneijder werd zelfs gepasseerd voor de wedstrijd tegen Estland. Door een blessure van Georginio Wijnaldum kwam Sneijder er weer bij en verklaarde van Gaal dat hij zou juichen als Sneijder een bal af zou pakken. Nederland ontsnapte aan een nederlaag tegen Estland door in blessuretijd een strafschop te benutten via van Persie en stelde een paar dagen later kwalificatie veilig door met 0-2 van Andorra te winnen. Van Persie scoorde beide doelpunten en had nog twee treffers nodig om gedeeld topscorer aller tijden van Oranje te worden.
De strijd om de tweede plaats was een strijd met wisselende kansen tussen Turkije, Hongarije en Roemenië, Estland dat tijdens de EK-kwalificatie nog de Play-offs haalde speelde geen rol van betekenis. Na de eerste vier wedstrijden in 2012 stonden Roemenië en Hongarije gelijk met negen punten, beide landen hadden thuis met 1-4 van het ongenaakbare Oranje verloren en gewonnen van Turkije, dat achterop raakte na verlies in Boedapest. Tijdens de wedstrijdreeks in maart 2013 nam Hongarije de tweede plaats op zich na twee gelijke spelen tegen de directe concurrenten. Hongarije kwam in eigen huis tegen Roemenië niet verder dan een doelpuntloos gelijkspel. De wedstrijd werd gespeeld zonder publiek na antisemitische uitlatingen tijdens een vriendschappelijke interland tegen Israël. Een 1-1 gelijkspel in en tegen Turkije hield Turkije op afstand (vier punten).
Roemenië kon op de zevende en achtste speeldag een slag slaan met thuiswedstrijden tegen de directe concurrenten, na een 3-0 zege op Hongarije volgde een ontnuchtering tegen de Turken: 0-2. Hongarije behield haar één punt voorsprong op beide landen, maar kreeg op de voorlaatste speeldag een pak slaag tegen Nederland: 8-1. Robin van Persie scoorde drie maal en werd Nederlands topscorer aller tijden, hij volgde de Nederlandse assistent Patrick Kluivert op, die elkaar omhelsden na het behalen Van Persie's record. Alleen een wonder kon Hongarije naar de Play-offs loodsen, Roemenië en Turkije hadden nu evenveel punten, Turkije had een beter doelsaldo dan Roemenië. Turkije verloor echter van Nederland en kon het WK vergeten, aangezien Roemenië van Estland won. Roemenië zou in de Play-offs spelen tegen Griekenland.
| Nr. | Land      | GW | W | G | V  | DV | DT | DS  | Ptn | Resultaat                              |
| --- | --------- | -- | - | - | -- | -- | -- | --- | --- | -------------------------------------- |
| 1   | Nederland | 10 | 9 | 1 | 0  | 34 | 5  | +29 | 28  | Gekwalificeerd voor het hoofdtoernooi. |
| 2   | Roemenië  | 10 | 6 | 1 | 3  | 19 | 12 | +7  | 19  | Play-off                               |
| 3   | Hongarije | 10 | 5 | 2 | 3  | 21 | 20 | +1  | 17  |                                        |
| 4   | Turkije   | 10 | 5 | 1 | 4  | 16 | 9  | +7  | 16  |                                        |
| 5   | Estland   | 10 | 2 | 1 | 7  | 6  | 20 | −14 | 7   |                                        |
| 6   | Andorra   | 10 | 0 | 0 | 10 | 0  | 30 | −30 | 0   |                                        |

|                                                   |         |         |                      |                                                                            |
| 7 september 2012 «onderlinge duels» 21:00 (UTC+3) | Estland | 0 − 2   | Roemenië             | A. Le Coq Arena, Tallinn Toeschouwers: 7.936 Scheidsrechter: Milorad Mažić |
| 7 september 2012 «onderlinge duels» 21:00 (UTC+3) |         | Verslag | 55' Torje 75' Marica | A. Le Coq Arena, Tallinn Toeschouwers: 7.936 Scheidsrechter: Milorad Mažić |

|                                                   |                               |         |         |                                                                                         |
| 7 september 2012 «onderlinge duels» 20:30 (UTC+2) | Nederland                     | 2 − 0   | Turkije | Amsterdam ArenA, Amsterdam Toeschouwers: 49.500 Scheidsrechter: Carlos Velasco Carballo |
| 7 september 2012 «onderlinge duels» 20:30 (UTC+2) | Van Persie 17' Narsingh 90+3' | Verslag |         | Amsterdam ArenA, Amsterdam Toeschouwers: 49.500 Scheidsrechter: Carlos Velasco Carballo |

|                                                   |                |         |                                                             | |
| 7 september 2012 «onderlinge duels» 20:30 (UTC+2) | Andorra        | 0 − 5   | Hongarije                                                   | Estadi Comunal d'Andorra la Vella, Andorra la Vella Toeschouwers: 815 Scheidsrechter: Emir Alečković |
| 7 september 2012 «onderlinge duels» 20:30 (UTC+2) | Vales 55', 67' | Verslag | 12' Juhász 32' (pen.) Gera 54' Szalai 68' Priskin 82' Koman | Estadi Comunal d'Andorra la Vella, Andorra la Vella Toeschouwers: 815 Scheidsrechter: Emir Alečković |

|                                                    |                                             |         |         |                                                                                   |
| 11 september 2012 «onderlinge duels» 20:30 (UTC+3) | Roemenië                                    | 4 − 0   | Andorra | Arena Națională, Boekarest Toeschouwers: 24.630 Scheidsrechter: Pavle Radovanović |
| 11 september 2012 «onderlinge duels» 20:30 (UTC+3) | Torje 29' Lazăr 44' Găman 90+1' Maxim 90+4' | Verslag |         | Arena Națională, Boekarest Toeschouwers: 24.630 Scheidsrechter: Pavle Radovanović |

|                                                    |                             |         |            |                                                                                     |
| 11 september 2012 «onderlinge duels» 21:00 (UTC+3) | Turkije                     | 3 − 0   | Estland    | Şükrü Saracoğlustadion, Istanbul Toeschouwers: 44.168 Scheidsrechter: Marcin Borski |
| 11 september 2012 «onderlinge duels» 21:00 (UTC+3) | Emre 44' Bulut 60' İnan 75' | Verslag | 19' Jääger | Şükrü Saracoğlustadion, Istanbul Toeschouwers: 44.168 Scheidsrechter: Marcin Borski |

|                                                    |                     |         |                                             |                                                                                    |
| 11 september 2012 «onderlinge duels» 20:30 (UTC+2) | Hongarije           | 1 − 4   | Nederland                                   | Ferenc Puskásstadion, Boedapest Toeschouwers: 22.700 Scheidsrechter: Pedro Proença |
| 11 september 2012 «onderlinge duels» 20:30 (UTC+2) | Dzsudzsák 6' (pen.) | Verslag | 2', 52' Lens 18' Martins Indi 73' Huntelaar | Ferenc Puskásstadion, Boedapest Toeschouwers: 22.700 Scheidsrechter: Pedro Proença |

|                                                  |         |         |            |                                                                                    |
| 12 oktober 2012 «onderlinge duels» 20:30 (UTC+3) | Turkije | 0 − 1   | Roemenië   | Şükrü Saracoğlustadion, Istanboel Toeschouwers: 46.203 Scheidsrechter: Howard Webb |
| 12 oktober 2012 «onderlinge duels» 20:30 (UTC+3) |         | Verslag | 45' Grozav | Şükrü Saracoğlustadion, Istanboel Toeschouwers: 46.203 Scheidsrechter: Howard Webb |

|                                                  |         |         |            |                                                                          |
| 12 oktober 2012 «onderlinge duels» 21:30 (UTC+3) | Estland | 0 − 1   | Hongarije  | A. Le Coq Arena, Tallinn Toeschouwers: 5.661 Scheidsrechter: Liran Liany |
| 12 oktober 2012 «onderlinge duels» 21:30 (UTC+3) |         | Verslag | 46' Hajnal | A. Le Coq Arena, Tallinn Toeschouwers: 5.661 Scheidsrechter: Liran Liany |

|                                                  |                                            |         |         |                                                                                      |
| 12 oktober 2012 «onderlinge duels» 20:30 (UTC+2) | Nederland                                  | 3 − 0   | Andorra | Stadion Feijenoord, Rotterdam Toeschouwers: 43.000 Scheidsrechter: Aleksej Koelbakov |
| 12 oktober 2012 «onderlinge duels» 20:30 (UTC+2) | Van der Vaart 7' Huntelaar 15' Schaken 50' | Verslag |         | Stadion Feijenoord, Rotterdam Toeschouwers: 43.000 Scheidsrechter: Aleksej Koelbakov |

|                                                  |                               |         |            |                                                                                     |
| 16 oktober 2012 «onderlinge duels» 20:30 (UTC+2) | Hongarije                     | 3 − 1   | Turkije    | Ferenc Puskásstadion, Boedapest Toeschouwers: 21.563 Scheidsrechter: Daniele Orsato |
| 16 oktober 2012 «onderlinge duels» 20:30 (UTC+2) | Koman 31' Szalai 50' Gera 58' | Verslag | 22' Erdinç | Ferenc Puskásstadion, Boedapest Toeschouwers: 21.563 Scheidsrechter: Daniele Orsato |

|                                                  |            |         |                                                                    |                                                                               |
| 16 oktober 2012 «onderlinge duels» 21:00 (UTC+3) | Roemenië   | 1 − 4   | Nederland                                                          | Arena Națională, Boekarest Toeschouwers: 53.329 Scheidsrechter: Craig Thomson |
| 16 oktober 2012 «onderlinge duels» 21:00 (UTC+3) | Marica 40' | Verslag | 9' Lens 29' Martins Indi 45+1' (pen.) Van der Vaart 86' Van Persie | Arena Națională, Boekarest Toeschouwers: 53.329 Scheidsrechter: Craig Thomson |

|                                                  |         |         |          | |
| 16 oktober 2012 «onderlinge duels» 19:00 (UTC+2) | Andorra | 0 − 1   | Estland  | Estadi Comunal d'Andorra la Vella, Andorra la Vella Toeschouwers: 723 Scheidsrechter: Dimitar Mečkarovski |
| 16 oktober 2012 «onderlinge duels» 19:00 (UTC+2) |         | Verslag | 57' Oper | Estadi Comunal d'Andorra la Vella, Andorra la Vella Toeschouwers: 723 Scheidsrechter: Dimitar Mečkarovski |

|                                                |                                  |         |                               |                                                                                |
| 22 maart 2013 «onderlinge duels» 20:30 (UTC+1) | Hongarije                        | 2 − 2   | Roemenië                      | Ferenc Puskásstadion, Boedapest Toeschouwers: 0 Scheidsrechter: Wolfgang Stark |
| 22 maart 2013 «onderlinge duels» 20:30 (UTC+1) | Vanczák 16' Dzsudzsák 71' (pen.) | Verslag | 68' (pen.) Mutu 90+2' Chipciu | Ferenc Puskásstadion, Boedapest Toeschouwers: 0 Scheidsrechter: Wolfgang Stark |

|                                                |         |         |                       | |
| 22 maart 2013 «onderlinge duels» 19:15 (UTC+1) | Andorra | 0 − 2   | Turkije               | Estadi Comunal d'Andorra la Vella, Andorra la Vella Toeschouwers: 910 Scheidsrechter: Nerijus Dunauskas |
| 22 maart 2013 «onderlinge duels» 19:15 (UTC+1) |         | Verslag | 30' İnan 45+2' Yılmaz | Estadi Comunal d'Andorra la Vella, Andorra la Vella Toeschouwers: 910 Scheidsrechter: Nerijus Dunauskas |

|                                                |                                              |         |         |                                                                                |
| 22 maart 2013 «onderlinge duels» 20:30 (UTC+1) | Nederland                                    | 3 − 0   | Estland | Amsterdam ArenA, Amsterdam Toeschouwers: 48.675 Scheidsrechter: Vitali Mesjkov |
| 22 maart 2013 «onderlinge duels» 20:30 (UTC+1) | Van der Vaart 46' Van Persie 71' Schaken 83' | Verslag |         | Amsterdam ArenA, Amsterdam Toeschouwers: 48.675 Scheidsrechter: Vitali Mesjkov |

|                                                |                          |         |         |                                                                          |
| 26 maart 2013 «onderlinge duels» 19:00 (UTC+2) | Estland                  | 2 − 0   | Andorra | A. Le Coq Arena, Tallinn Toeschouwers: 5.237 Scheidsrechter: Ján Valášek |
| 26 maart 2013 «onderlinge duels» 19:00 (UTC+2) | Anier 45+1' Lindpere 61' | Verslag |         | A. Le Coq Arena, Tallinn Toeschouwers: 5.237 Scheidsrechter: Ján Valášek |

|                                                |            |         |           |                                                                                      |
| 26 maart 2013 «onderlinge duels» 20:30 (UTC+2) | Turkije    | 1 − 1   | Hongarije | Şükrü Saracoğlustadion, Istanboel Toeschouwers: 37.904 Scheidsrechter: Milorad Mažić |
| 26 maart 2013 «onderlinge duels» 20:30 (UTC+2) | Yılmaz 63' | Verslag | 70' Böde  | Şükrü Saracoğlustadion, Istanboel Toeschouwers: 37.904 Scheidsrechter: Milorad Mažić |

|                                                |                                                       |         |          |                                                                                  |
| 26 maart 2013 «onderlinge duels» 20:30 (UTC+1) | Nederland                                             | 4 − 0   | Roemenië | Amsterdam ArenA, Amsterdam Toeschouwers: 47.496 Scheidsrechter: Mark Clattenburg |
| 26 maart 2013 «onderlinge duels» 20:30 (UTC+1) | Van der Vaart 12' Van Persie 56', 65' (pen.) Lens 90' | Verslag |          | Amsterdam ArenA, Amsterdam Toeschouwers: 47.496 Scheidsrechter: Mark Clattenburg |

|                                                   |                    |         |                                   |                                                                             |
| 6 september 2013 «onderlinge duels» 21:30 (UTC+3) | Estland            | 2 − 2   | Nederland                         | A. Le Coq Arena, Tallinn Toeschouwers: 10.210 Scheidsrechter: Sergiej Bojko |
| 6 september 2013 «onderlinge duels» 21:30 (UTC+3) | Vassiljev 18', 57' | Verslag | 2' Robben 90+4' (pen.) Van Persie | A. Le Coq Arena, Tallinn Toeschouwers: 10.210 Scheidsrechter: Sergiej Bojko |

|                                                   |                                            |         |         |                                                                              |
| 6 september 2013 «onderlinge duels» 21:00 (UTC+3) | Turkije                                    | 5 − 0   | Andorra | Kadir Has Stadium, Kayseri Toeschouwers: 21.923 Scheidsrechter: Sven Bindels |
| 6 september 2013 «onderlinge duels» 21:00 (UTC+3) | Bulut 35', 39', 68' Yılmaz 64' Turan 90+3' | Verslag |         | Kadir Has Stadium, Kayseri Toeschouwers: 21.923 Scheidsrechter: Sven Bindels |

|                                                   |                                   |         |           |                                                                                          |
| 6 september 2013 «onderlinge duels» 21:00 (UTC+3) | Roemenië                          | 3 − 0   | Hongarije | Arena Națională, Boekarest Toeschouwers: 41.405 Scheidsrechter: Alberto Undiano Mallenco |
| 6 september 2013 «onderlinge duels» 21:00 (UTC+3) | Marica 2' Pintilii 31' Tănase 88' | Verslag |           | Arena Națională, Boekarest Toeschouwers: 41.405 Scheidsrechter: Alberto Undiano Mallenco |

|                                                    |          |         |                       |                                                                                   |
| 10 september 2013 «onderlinge duels» 21:00 (UTC+3) | Roemenië | 0 − 2   | Turkije               | Arena Națională, Boekarest Toeschouwers: 44.537 Scheidsrechter: Svein Oddvar Moen |
| 10 september 2013 «onderlinge duels» 21:00 (UTC+3) |          | Verslag | 22' Yılmaz 90' Erdinç | Arena Națională, Boekarest Toeschouwers: 44.537 Scheidsrechter: Svein Oddvar Moen |

|                                                    |                                                                |         |          |                                                                                       |
| 10 september 2013 «onderlinge duels» 20:30 (UTC+2) | Hongarije                                                      | 5 − 1   | Estland  | Ferenc Puskásstadion, Boedapest Toeschouwers: 7.741 Scheidsrechter: Aleksej Koelbakov |
| 10 september 2013 «onderlinge duels» 20:30 (UTC+2) | Klavan 11' (e.d.) Hajnal 21' Böde 41' Németh 69' Dzsudzsák 85' | Verslag | 48' Kink | Ferenc Puskásstadion, Boedapest Toeschouwers: 7.741 Scheidsrechter: Aleksej Koelbakov |

|                                                    |         |         |                     | |
| 10 september 2013 «onderlinge duels» 20:30 (UTC+2) | Andorra | 0 − 2   | Nederland           | Estadi Comunal d'Andorra la Vella, Andorra la Vella Toeschouwers: 1.100 Scheidsrechter: Ante Vučemilović |
| 10 september 2013 «onderlinge duels» 20:30 (UTC+2) |         | Verslag | 50', 54' Van Persie | Estadi Comunal d'Andorra la Vella, Andorra la Vella Toeschouwers: 1.100 Scheidsrechter: Ante Vučemilović |

|                                                  |                                                                                                   |         |                      |                                                                                 |
| 11 oktober 2013 «onderlinge duels» 20:30 (UTC+2) | Nederland                                                                                         | 8 − 1   | Hongarije            | Amsterdam ArenA, Amsterdam Toeschouwers: 52.027 Scheidsrechter: Martin Atkinson |
| 11 oktober 2013 «onderlinge duels» 20:30 (UTC+2) | Van Persie 16', 44', 53' Strootman 25' Lens 38' Devecseri 65' (e.d.) Van der Vaart 86' Robben 90' | Verslag | 47' (pen.) Dzsudzsák | Amsterdam ArenA, Amsterdam Toeschouwers: 52.027 Scheidsrechter: Martin Atkinson |

|                                                  |         |         |                                                  | |
| 11 oktober 2013 «onderlinge duels» 20:30 (UTC+2) | Andorra | 0 − 4   | Roemenië                                         | Estadi Comunal d'Andorra la Vella, Andorra la Vella Toeschouwers: 1.100 Scheidsrechter: Stephan Klossner |
| 11 oktober 2013 «onderlinge duels» 20:30 (UTC+2) |         | Verslag | 41' Keșerü 53' Stancu 62' (pen.) Torje 85' Lazăr | Estadi Comunal d'Andorra la Vella, Andorra la Vella Toeschouwers: 1.100 Scheidsrechter: Stephan Klossner |

|                                                  |         |         |                      |                                                                             |
| 11 oktober 2013 «onderlinge duels» 21:30 (UTC+3) | Estland | 0 − 2   | Turkije              | A. Le Coq Arena, Tallinn Toeschouwers: 8.572 Scheidsrechter: Nicola Rizzoli |
| 11 oktober 2013 «onderlinge duels» 21:30 (UTC+3) |         | Verslag | 22' Bulut 47' Yılmaz | A. Le Coq Arena, Tallinn Toeschouwers: 8.572 Scheidsrechter: Nicola Rizzoli |

|                                                  |                             |         |                      |                                                                                      |
| 15 oktober 2013 «onderlinge duels» 20:00 (UTC+2) | Hongarije                   | 2 − 0   | Andorra              | Ferenc Puskásstadion, Boedapest Toeschouwers: 5.200 Scheidsrechter: Daniel Stefański |
| 15 oktober 2013 «onderlinge duels» 20:00 (UTC+2) | Nikolić 52' Lima 77' (e.d.) | Verslag | 32', 88' San Nicolás | Ferenc Puskásstadion, Boedapest Toeschouwers: 5.200 Scheidsrechter: Daniel Stefański |

|                                                  |                 |         |         |                                                                                  |
| 15 oktober 2013 «onderlinge duels» 21:00 (UTC+3) | Roemenië        | 2 − 0   | Estland | Arena Națională, Boekarest Toeschouwers: 18.852 Scheidsrechter: Marijo Strahonja |
| 15 oktober 2013 «onderlinge duels» 21:00 (UTC+3) | Marica 31', 81' | Verslag |         | Arena Națională, Boekarest Toeschouwers: 18.852 Scheidsrechter: Marijo Strahonja |

|                                                  |         |         |                        |                                                                                             |
| 15 oktober 2013 «onderlinge duels» 21:00 (UTC+3) | Turkije | 0 − 2   | Nederland              | Şükrü Saracoğlustadion, Istanboel Toeschouwers: 41.814 Scheidsrechter: Olegário Benquerença |
| 15 oktober 2013 «onderlinge duels» 21:00 (UTC+3) |         | Verslag | 8' Robben 47' Sneijder | Şükrü Saracoğlustadion, Istanboel Toeschouwers: 41.814 Scheidsrechter: Olegário Benquerença |

### Groep E
Noorwegen had zich al een tijd niet meer geplaatst voor een groot toernooi, maar door recente, positieve resultaten behoorde het tot de geplaatste landen. Dat leverde een groep op, waar iedereen van elkaar kon winnen. Zwitserland was de meest constante van deze groep en ging na vier wedstrijden aan de leiding met tien punten. Opvallend veel moeite had Zwitserland daarna met Cyprus, na een doelpuntloos gelijkspel in Nicosia werd in de return pas in de blessuretijd gescoord door Haris Seferović. Zwitserland ging na zes wedstrijden aan de leiding met veertien punten, Albanië presteerde verrassend goed met vier punten minder, beste resultaat was een overwinning op Noorwegen in een ijskoud Oslo. IJsland en Noorwegen volgden met respectievelijk negen en acht punten, Slovenië pakte haar laatste strohalm door met 2-4 van IJsland te winnen en stond vijfde met zes punten.
Zwitserland leek een reuzenstap te maken door met 4-1 voor te staan tegen IJsland, maar mede door drie treffers van de bij AZ Alkmaar spelende Jóhann Berg Guðmundsson haalde IJsland een punt: 4-4. Na de halve uitglijder werd met 0-2 gewonnen in en van Noorwegen en na een 1-2 zege op Albanië werd het WK-ticket veilig gesteld. De strijd om de tweede plaats werd gereduceerd tot IJsland en Slovenië, Slovenië schakelde Noorwegen definitief uit dankzij een 3-0 zege en had de laatste vier wedstrijden gewonnen, de achterstand op IJsland was één punt. IJsland kwam niet verder dan een 1-1 gelijkspel tegen Noorwegen en moest hopen dat Zwitserland zijn sportieve plicht deed tegen Slovenië. In de 73e minuut zorgde Granit Xhaka voor de winnende treffer voor Zwitserland en plaatste IJsland zich voor de eerste keer voor een Play-off wedstrijd, Kroatië was de tegenstander.
| Nr. | Land        | GW | W | G | V | DV | DT | DS  | Ptn | Resultaat                              |
| --- | ----------- | -- | - | - | - | -- | -- | --- | --- | -------------------------------------- |
| 1   | Zwitserland | 10 | 7 | 3 | 0 | 17 | 6  | +11 | 24  | Gekwalificeerd voor het hoofdtoernooi. |
| 2   | IJsland     | 10 | 5 | 2 | 3 | 17 | 15 | +2  | 17  | Play-off                               |
| 3   | Slovenië    | 10 | 5 | 0 | 5 | 14 | 11 | +3  | 15  |                                        |
| 4   | Noorwegen   | 10 | 3 | 3 | 4 | 10 | 13 | -3  | 12  |                                        |
| 5   | Albanië     | 10 | 3 | 2 | 5 | 9  | 11 | -2  | 11  |                                        |
| 6   | Cyprus      | 10 | 1 | 2 | 7 | 4  | 15 | -11 | 5   |                                        |

|                                                   |          |         |                                       |                                                                                  |
| 7 september 2012 «onderlinge duels» 20:30 (UTC+2) | Slovenië | 0 − 2   | Zwitserland                           | Stožicestadion, Ljubljana Toeschouwers: 13.213 Scheidsrechter: Paolo Tagliavento |
| 7 september 2012 «onderlinge duels» 20:30 (UTC+2) |          | Verslag | 20' Xhaka 51' Inler 23', 75' Barnetta | Stožicestadion, Ljubljana Toeschouwers: 13.213 Scheidsrechter: Paolo Tagliavento |

|                                                   |                                 |         |             |                                                                                |
| 7 september 2012 «onderlinge duels» 20:30 (UTC+2) | Albanië                         | 3 − 1   | Cyprus      | Qemal Stafastadion, Tirana Toeschouwers: 9.400 Scheidsrechter: Artjom Koetsjin |
| 7 september 2012 «onderlinge duels» 20:30 (UTC+2) | Sadiku 36' Çani 84' Bogdani 87' | Verslag | 45+5' Laban | Qemal Stafastadion, Tirana Toeschouwers: 9.400 Scheidsrechter: Artjom Koetsjin |

|                                                 |                             |         |           |                                                                                |
| 7 september 2012 «onderlinge duels» 20:45 (UTC) | IJsland                     | 2 − 0   | Noorwegen | Laugardalsvöllur, Reykjavik Toeschouwers: 8.352 Scheidsrechter: Antony Gautier |
| 7 september 2012 «onderlinge duels» 20:45 (UTC) | Árnason 21' Finnbogason 81' | Verslag |           | Laugardalsvöllur, Reykjavik Toeschouwers: 8.352 Scheidsrechter: Antony Gautier |

|                                                    |              |         |             |                                                                                               |
| 11 september 2012 «onderlinge duels» 20:00 (UTC+3) | Cyprus       | 1 − 0   | IJsland     | Antonis Papadopoulosstadion, Larnaca Toeschouwers: 1.600 Scheidsrechter: Sébastien Delferière |
| 11 september 2012 «onderlinge duels» 20:00 (UTC+3) | Makridis 57' | Verslag | 86' Ottesen | Antonis Papadopoulosstadion, Larnaca Toeschouwers: 1.600 Scheidsrechter: Sébastien Delferière |

|                                                    |                                  |         |           |                                                                          |
| 11 september 2012 «onderlinge duels» 20:00 (UTC+2) | Noorwegen                        | 2 − 1   | Slovenië  | Ullevaalstadion, Oslo Toeschouwers: 11.168 Scheidsrechter: Fırat Aydınus |
| 11 september 2012 «onderlinge duels» 20:00 (UTC+2) | Henriksen 26' Riise 90+4' (pen.) | Verslag | 16' Šuler | Ullevaalstadion, Oslo Toeschouwers: 11.168 Scheidsrechter: Fırat Aydınus |

|                                                    |                              |         |         |                                                                           |
| 11 september 2012 «onderlinge duels» 20:30 (UTC+2) | Zwitserland                  | 2 − 0   | Albanië | Swissporarena, Luzern Toeschouwers: 16.500 Scheidsrechter: Ovidiu Haţegan |
| 11 september 2012 «onderlinge duels» 20:30 (UTC+2) | Shaqiri 23' Inler 68' (pen.) | Verslag |         | Swissporarena, Luzern Toeschouwers: 16.500 Scheidsrechter: Ovidiu Haţegan |

|                                                  |          |         |                              |                                                                           |
| 12 oktober 2012 «onderlinge duels» 19:00 (UTC+2) | Albanië  | 1 – 2   | IJsland                      | Qemal Stafastadion Tirana Toeschouwers: 8.200 Scheidsrechter: Tony Asumaa |
| 12 oktober 2012 «onderlinge duels» 19:00 (UTC+2) | Çani 28' | Verslag | 19' Bjarnason 81' Sigurðsson | Qemal Stafastadion Tirana Toeschouwers: 8.200 Scheidsrechter: Tony Asumaa |

|                                                  |                |         |               |                                                                            |
| 12 oktober 2012 «onderlinge duels» 20:30 (UTC+2) | Zwitserland    | 1 – 1   | Noorwegen     | Stade de Suisse, Bern Toeschouwers: 30.712 Scheidsrechter: David Fernández |
| 12 oktober 2012 «onderlinge duels» 20:30 (UTC+2) | Gavranović 79' | Verslag | 81' Hangeland | Stade de Suisse, Bern Toeschouwers: 30.712 Scheidsrechter: David Fernández |

|                                                  |                 |         |               |                                                                                |
| 12 oktober 2012 «onderlinge duels» 20:45 (UTC+2) | Slovenië        | 2 – 1   | Cyprus        | Ljudski vrt-stadion, Maribor Toeschouwers: 7.988 Scheidsrechter: Ivan Kružliak |
| 12 oktober 2012 «onderlinge duels» 20:45 (UTC+2) | Matavž 38', 61' | Verslag | 83' Aloneftis | Ljudski vrt-stadion, Maribor Toeschouwers: 7.988 Scheidsrechter: Ivan Kružliak |

|                                                  |           |         |          |                                                                              |
| 16 oktober 2012 «onderlinge duels» 20:45 (UTC+2) | Albanië   | 1 – 0   | Slovenië | Qemal Stafastadion Tirana Toeschouwers: 9.000 Scheidsrechter: Martin Hansson |
| 16 oktober 2012 «onderlinge duels» 20:45 (UTC+2) | Roshi 36' | Verslag |          | Qemal Stafastadion Tirana Toeschouwers: 9.000 Scheidsrechter: Martin Hansson |

|                                                  |               |         |                                               |                                                                                    |
| 16 oktober 2012 «onderlinge duels» 21:00 (UTC+3) | Cyprus        | 1 – 3   | Noorwegen                                     | Antonis Papadopoulosstadion, Larnaca Toeschouwers: 2.493 Scheidsrechter: Paweł Gil |
| 16 oktober 2012 «onderlinge duels» 21:00 (UTC+3) | Aloneftis 42' | Verslag | 44' Hangeland 82' (pen.) Elyounoussi 83' King | Antonis Papadopoulosstadion, Larnaca Toeschouwers: 2.493 Scheidsrechter: Paweł Gil |

|                                                |         |         |                             |                                                                            |
| 16 oktober 2012 «onderlinge duels» 18:30 (UTC) | IJsland | 0 – 2   | Zwitserland                 | Laugardalsvöllur, Reykjavik Toeschouwers: 8.369 Scheidsrechter: Alan Kelly |
| 16 oktober 2012 «onderlinge duels» 18:30 (UTC) |         | Verslag | 66' Barnetta 79' Gavranović | Laugardalsvöllur, Reykjavik Toeschouwers: 8.369 Scheidsrechter: Alan Kelly |

|                                                |               |         |                     |                                                                                 |
| 22 maart 2013 «onderlinge duels» 18:00 (UTC+1) | Slovenië      | 1 – 2   | IJsland             | Stožicestadion, Ljubljana Toeschouwers: 6.000 Scheidsrechter: Stavros Tritsonis |
| 22 maart 2013 «onderlinge duels» 18:00 (UTC+1) | Novakovič 34' | Verslag | 55', 78' Sigurðsson | Stožicestadion, Ljubljana Toeschouwers: 6.000 Scheidsrechter: Stavros Tritsonis |

|                                                |           |         |            |                                                                       |
| 22 maart 2013 «onderlinge duels» 19:00 (UTC+1) | Noorwegen | 0 – 1   | Albanië    | Ullevaalstadion, Oslo Toeschouwers: 11.207 Scheidsrechter: Kevin Blom |
| 22 maart 2013 «onderlinge duels» 19:00 (UTC+1) |           | Verslag | 67' Salihi | Ullevaalstadion, Oslo Toeschouwers: 11.207 Scheidsrechter: Kevin Blom |

|                                                |         |       |             |                                                                       |
| 23 maart 2013 «onderlinge duels» 17:30 (UTC+2) | Cyprus  | 0 – 0 | Zwitserland | GSP-stadion, Nicosia Toeschouwers: 2.045 Scheidsrechter: Manuel Gräfe |
| 23 maart 2013 «onderlinge duels» 17:30 (UTC+2) | Verslag |       |             | GSP-stadion, Nicosia Toeschouwers: 2.045 Scheidsrechter: Manuel Gräfe |

|                                            |                               |         |                                        |                                                                              |
| 7 juni 2013 «onderlinge duels» 19:00 (UTC) | IJsland                       | 2 – 4   | Slovenië                               | Laugardalsvöllur, Reykjavik Toeschouwers: 9.202 Scheidsrechter: Felix Zwayer |
| 7 juni 2013 «onderlinge duels» 19:00 (UTC) | Bjarnason 22' Finnbogason 26' | Verslag | 11' Kirm 31' Birsa 61' Cesar 85' Krhin | Laugardalsvöllur, Reykjavik Toeschouwers: 9.202 Scheidsrechter: Felix Zwayer |

|                                              |          |         |           |                                                                                |
| 7 juni 2013 «onderlinge duels» 20:30 (UTC+2) | Albanië  | 1 – 1   | Noorwegen | Qemal Stafastadion, Tirana Toeschouwers: 15.600 Scheidsrechter: William Collum |
| 7 juni 2013 «onderlinge duels» 20:30 (UTC+2) | Rama 41' | Verslag | 87' Hogli | Qemal Stafastadion, Tirana Toeschouwers: 15.600 Scheidsrechter: William Collum |

|                                              |               |         |        |                                                                              |
| 7 juni 2013 «onderlinge duels» 17:30 (UTC+2) | Zwitserland   | 1 – 0   | Cyprus | Stade de Genève, Genève Toeschouwers: 16.900 Scheidsrechter: Paolo Mazzoleni |
| 7 juni 2013 «onderlinge duels» 17:30 (UTC+2) | Seferovic 90' | Verslag |        | Stade de Genève, Genève Toeschouwers: 16.900 Scheidsrechter: Paolo Mazzoleni |

|                                                   |                                                     |         |                                           |                                                                            |
| 6 september 2013 «onderlinge duels» 20:30 (UTC+2) | Zwitserland                                         | 4 – 4   | IJsland                                   | Stade de Suisse, Bern Toeschouwers: 26.000 Scheidsrechter: Sergej Karasjov |
| 6 september 2013 «onderlinge duels» 20:30 (UTC+2) | Lichtsteiner 15', 30' Schär 27' Džemaili 54' (pen.) | Verslag | 3', 68', 90+1' Guðmundsson 56' Sigþórsson | Stade de Suisse, Bern Toeschouwers: 26.000 Scheidsrechter: Sergej Karasjov |

|                                                   |           |         |         |                                                                           |
| 6 september 2013 «onderlinge duels» 20:30 (UTC+2) | Slovenië  | 1 – 0   | Albanië | Stožicestadion, Ljubljana Toeschouwers: 13.843 Scheidsrechter: István Vad |
| 6 september 2013 «onderlinge duels» 20:30 (UTC+2) | Kampl 19' | Verslag |         | Stožicestadion, Ljubljana Toeschouwers: 13.843 Scheidsrechter: István Vad |

|                                                   |                          |         |        |                                                                        |
| 6 september 2013 «onderlinge duels» 19:00 (UTC+2) | Noorwegen                | 2 – 0   | Cyprus | Ullevaalstadion, Oslo Toeschouwers: 11.295 Scheidsrechter: Kenn Hansen |
| 6 september 2013 «onderlinge duels» 19:00 (UTC+2) | Elyounoussi 43' King 66' | Verslag |        | Ullevaalstadion, Oslo Toeschouwers: 11.295 Scheidsrechter: Kenn Hansen |

|                                                  |                              |         |         |                                                                                |
| 10 september 2013 «onderlinge duels» 19:00 (UTC) | IJsland                      | 2 – 1   | Albanië | Laugardalsvöllur, Reykjavik Toeschouwers: 9.768 Scheidsrechter: Andre Marriner |
| 10 september 2013 «onderlinge duels» 19:00 (UTC) | Bjarnason 14' Sigþórsson 47' | Verslag | 9' Rama | Laugardalsvöllur, Reykjavik Toeschouwers: 9.768 Scheidsrechter: Andre Marriner |

|                                                    |           |         |                |                                                                        |
| 10 september 2013 «onderlinge duels» 19:00 (UTC+2) | Noorwegen | 0 – 2   | Zwitserland    | Ullevaalstadion, Oslo Toeschouwers: 16.631 Scheidsrechter: Howard Webb |
| 10 september 2013 «onderlinge duels» 19:00 (UTC+2) |           | Verslag | 12', 51' Schär | Ullevaalstadion, Oslo Toeschouwers: 16.631 Scheidsrechter: Howard Webb |

|                                                    |        |         |                          |                                                                     |
| 10 september 2013 «onderlinge duels» 21:30 (UTC+3) | Cyprus | 0 – 2   | Slovenië                 | GSP-stadion, Nicosia Toeschouwers: 714 Scheidsrechter: Ruddy Buquet |
| 10 september 2013 «onderlinge duels» 21:30 (UTC+3) |        | Verslag | 12' Novakovič 80' Iličić | GSP-stadion, Nicosia Toeschouwers: 714 Scheidsrechter: Ruddy Buquet |

|                                                |                               |         |        |                                                                            |
| 11 oktober 2013 «onderlinge duels» 18:45 (UTC) | IJsland                       | 2 – 0   | Cyprus | Laugardalsvöllur, Reykjavik Toeschouwers: 9.767 Scheidsrechter: István Vad |
| 11 oktober 2013 «onderlinge duels» 18:45 (UTC) | Sigþórsson 60' Sigurðsson 76' | Verslag |        | Laugardalsvöllur, Reykjavik Toeschouwers: 9.767 Scheidsrechter: István Vad |

|                                                  |                         |         |           |                                                                                           |
| 11 oktober 2013 «onderlinge duels» 20:45 (UTC+2) | Slovenië                | 3 – 0   | Noorwegen | Ljudski vrt-stadion, Maribor Toeschouwers: 10.890 Scheidsrechter: Carlos Velasco Carballo |
| 11 oktober 2013 «onderlinge duels» 20:45 (UTC+2) | Novakovič 13', 15', 49' | Verslag |           | Ljudski vrt-stadion, Maribor Toeschouwers: 10.890 Scheidsrechter: Carlos Velasco Carballo |

|                                                  |                   |         |                      |                                                                               |
| 11 oktober 2013 «onderlinge duels» 20:30 (UTC+2) | Albanië           | 1 – 2   | Zwitserland          | Qemal Stafastadion, Tirana Toeschouwers: 14.000 Scheidsrechter: Pedro Proença |
| 11 oktober 2013 «onderlinge duels» 20:30 (UTC+2) | Salihi 89' (pen.) | Verslag | 48' Shaqiri 79' Lang | Qemal Stafastadion, Tirana Toeschouwers: 14.000 Scheidsrechter: Pedro Proença |

|                                                  |             |         |                |                                                                             |
| 15 oktober 2013 «onderlinge duels» 20:00 (UTC+2) | Noorwegen   | 1 – 1   | IJsland        | Ullevaalstadion, Oslo Toeschouwers: 6.796 Scheidsrechter: Paolo Tagliavento |
| 15 oktober 2013 «onderlinge duels» 20:00 (UTC+2) | Braaten 30' | Verslag | 12' Sigþórsson | Ullevaalstadion, Oslo Toeschouwers: 6.796 Scheidsrechter: Paolo Tagliavento |

|                                                  |             |         |          |                                                                          |
| 15 oktober 2013 «onderlinge duels» 20:00 (UTC+2) | Zwitserland | 1 – 0   | Slovenië | Stade de Suisse, Bern Toeschouwers: 22.014 Scheidsrechter: Björn Kuipers |
| 15 oktober 2013 «onderlinge duels» 20:00 (UTC+2) | Xhaka 73'   | Verslag |          | Stade de Suisse, Bern Toeschouwers: 22.014 Scheidsrechter: Björn Kuipers |

|                                                  |         |       |         |                                                                   |
| 15 oktober 2013 «onderlinge duels» 19:00 (UTC+3) | Cyprus  | 0 – 0 | Albanië | GSP-stadion, Nicosia Toeschouwers: 341 Scheidsrechter: Ivan Bebek |
| 15 oktober 2013 «onderlinge duels» 19:00 (UTC+3) | Verslag |       |         | GSP-stadion, Nicosia Toeschouwers: 341 Scheidsrechter: Ivan Bebek |

### Groep F
De strijd in deze groep ging om de eerste plaats in de groep, Portugal en Rusland hadden geen concurrentie van de andere teams. Dick Advocaat stapte op na het EK en als opvolger trok Rusland Fabio Capello aan, die voor een aantrekkelijk aanbod een contract aanging. Rusland en Capello begonnen de kwalificatie voortvarend met een 0-4 overwinning in en op Israël, Aleksandr Kerzjakov scoorde twee doelpunten. Kersjakov was ook de gevierde man in de topper tegen Portugal, hij scoorde in de zesde minuut de enige treffer. Portugal raakte verder achterop na een gelijkspel thuis tegen Noord-Ierland en ontsnapte in maart aan een nieuwe nederlaag, tegen Israël scoorde Fábio Coentrão in blessure-tijd de gelijkmaker; 3-3. Portugal had voor de thuiswedstrijd tegen Rusland één punt minder en twee wedstrijden meer gespeeld.
Portugal moest Rusland verslaan om nog zicht te hebben op de eerste plaats en won met 1-0 dankzij een vroeg doelpunt van Postiga, Portugal stond aan de leiding, maar de Russen moest nog twee wedstrijden inhalen. De eerste inhaalwedstrijd werd een fiasco, Noord-Ierland won met 1-0 en haalde zijn eerste en uiteindelijk enige zege in deze groep. Ook Portugal leek in Belast te verliezen, de ploeg stond ruim twintig minuten voor tijd  met 2-1 achter in een tumultueuze wedstrijd, waar in de eerste helft beide teams een speler kwijtraakte met een rode kaart. Christiano Ronaldo, die tot dusverre alleen had gescoord tegen Luxemburg stond op voor zijn team en met drie treffers won hij de wedstrijd voor zijn land: 2-4. Rusland had nog steeds de beste papieren, won alle wedstrijden na het echec in Belfast en na nieuw puntverlies van Portugal tegen Israël verkreeg Rusland een voorsprong van drie punten voor de laatste speeldag. Dat punt werd behaald door met 1-1 gelijk te spelen tegen Azerbeidzjan ondanks een late tegentreffer en Portugal was veroordeeld tot de Play-offs, waarin het moest opnemen tegen het Zweden van Zlatan Ibrahimovic.
| Nr. | Land          | GW | W | G | V | DV | DT | DS  | Ptn | Resultaat                              |
| --- | ------------- | -- | - | - | - | -- | -- | --- | --- | -------------------------------------- |
| 1   | Rusland       | 10 | 7 | 1 | 2 | 20 | 5  | +15 | 22  | Gekwalificeerd voor het hoofdtoernooi. |
| 2   | Portugal      | 10 | 6 | 3 | 1 | 20 | 9  | +11 | 21  | Play-off                               |
| 3   | Israël        | 10 | 3 | 5 | 2 | 19 | 14 | +5  | 14  |                                        |
| 4   | Azerbeidzjan  | 10 | 1 | 6 | 3 | 7  | 11 | −4  | 9   |                                        |
| 5   | Noord-Ierland | 10 | 1 | 4 | 5 | 9  | 17 | −8  | 7   |                                        |
| 6   | Luxemburg     | 10 | 1 | 3 | 6 | 7  | 26 | −19 | 6   |                                        |

|                                                   |                                   |         |               |                                                                                   |
| 7 september 2012 «onderlinge duels» 19:00 (UTC+4) | Rusland                           | 2 − 0   | Noord-Ierland | Lokomotivstadion, Moskou Toeschouwers: 14.300 Scheidsrechter: Antonio Mateu Lahoz |
| 7 september 2012 «onderlinge duels» 19:00 (UTC+4) | Fajzoelin 30' Sjirokov 78' (pen.) | Verslag |               | Lokomotivstadion, Moskou Toeschouwers: 14.300 Scheidsrechter: Antonio Mateu Lahoz |

|                                                   |              |         |            |                                                                               |
| 7 september 2012 «onderlinge duels» 21:00 (UTC+5) | Azerbeidzjan | 1 − 1   | Israël     | Tofikh Bakhramovstadion, Bakoe Toeschouwers: 22.211 Scheidsrechter: Matej Jug |
| 7 september 2012 «onderlinge duels» 21:00 (UTC+5) | Abishov 65'  | Verslag | 50' Natkho | Tofikh Bakhramovstadion, Bakoe Toeschouwers: 22.211 Scheidsrechter: Matej Jug |

|                                                   |             |         |                         |                                                                                      |
| 7 september 2012 «onderlinge duels» 20:45 (UTC+2) | Luxemburg   | 1 − 2   | Portugal                | Stade Josy Barthel, Luxemburg-stad Toeschouwers: 8.125 Scheidsrechter: Kristo Tohver |
| 7 september 2012 «onderlinge duels» 20:45 (UTC+2) | Da Mota 13' | Verslag | 28' Ronaldo 54' Postiga | Stade Josy Barthel, Luxemburg-stad Toeschouwers: 8.125 Scheidsrechter: Kristo Tohver |

|                                                    |        |         |                                             |                                                                                   |
| 11 september 2012 «onderlinge duels» 20:00 (UTC+3) | Israël | 0 − 4   | Rusland                                     | Ramat Ganstadion, Ramat Gan Toeschouwers: 28.131 Scheidsrechter: Mark Clattenburg |
| 11 september 2012 «onderlinge duels» 20:00 (UTC+3) |        | Verslag | 7', 64' Kerzjakov 18' Kokorin 77' Fajzoelin | Ramat Ganstadion, Ramat Gan Toeschouwers: 28.131 Scheidsrechter: Mark Clattenburg |

|                                                    |               |         |             |                                                                           |
| 11 september 2012 «onderlinge duels» 19:45 (UTC+1) | Noord-Ierland | 1 − 1   | Luxemburg   | Windsor Park, Belfast Toeschouwers: 10.674 Scheidsrechter: Vlado Glođović |
| 11 september 2012 «onderlinge duels» 19:45 (UTC+1) | Shiels 14'    | Verslag | 86' da Mota | Windsor Park, Belfast Toeschouwers: 10.674 Scheidsrechter: Vlado Glođović |

|                                                    |                                  |         |              |                                                                                |
| 11 september 2012 «onderlinge duels» 20:15 (UTC+1) | Portugal                         | 3 − 0   | Azerbeidzjan | Estádio Municipal, Braga Toeschouwers: 29.971 Scheidsrechter: Szymon Marciniak |
| 11 september 2012 «onderlinge duels» 20:15 (UTC+1) | Varela 64' Postiga 85' Alves 88' | Verslag |              | Estádio Municipal, Braga Toeschouwers: 29.971 Scheidsrechter: Szymon Marciniak |

|                                                  |              |         |          |                                                                                       |
| 12 oktober 2012 «onderlinge duels» 19:00 (UTC+4) | Rusland      | 1 − 0   | Portugal | Olympisch Stadion Loezjniki Moskou Toeschouwers: 54.212 Scheidsrechter: Viktor Kassai |
| 12 oktober 2012 «onderlinge duels» 19:00 (UTC+4) | Kerzjakov 6' | Verslag |          | Olympisch Stadion Loezjniki Moskou Toeschouwers: 54.212 Scheidsrechter: Viktor Kassai |

|                                                  |           |         |                                                          |                                                                                         |
| 12 oktober 2012 «onderlinge duels» 21:00 (UTC+2) | Luxemburg | 0 − 6   | Israël                                                   | Stade Josy Barthel, Luxemburg-stad Toeschouwers: 2.631 Scheidsrechter: Leontios Trattou |
| 12 oktober 2012 «onderlinge duels» 21:00 (UTC+2) |           | Verslag | 4' Radi 12' Ben Basat 27', 74', 90+1' Hemed 61' Melikson | Stade Josy Barthel, Luxemburg-stad Toeschouwers: 2.631 Scheidsrechter: Leontios Trattou |

|                                                  |              |         |              |                                                                                            |
| 16 oktober 2012 «onderlinge duels» 19:00 (UTC+4) | Rusland      | 1 − 0   | Azerbeidzjan | Olympisch Stadion Loezjniki Moskou Toeschouwers: 15.033 Scheidsrechter: Aleksandar Stavrev |
| 16 oktober 2012 «onderlinge duels» 19:00 (UTC+4) | Sjirokov 84' | Verslag |              | Olympisch Stadion Loezjniki Moskou Toeschouwers: 15.033 Scheidsrechter: Aleksandar Stavrev |

|                                                  |             |         |               |                                                                                 |
| 16 oktober 2012 «onderlinge duels» 20:45 (UTC+1) | Portugal    | 1 − 1   | Noord-Ierland | Estádio do Dragão, Porto Toeschouwers: 48.711 Scheidsrechter: Thorsten Kinhöfer |
| 16 oktober 2012 «onderlinge duels» 20:45 (UTC+1) | Postiga 79' | Verslag | 30' McGinn    | Estádio do Dragão, Porto Toeschouwers: 48.711 Scheidsrechter: Thorsten Kinhöfer |

|                                                  |                             |         |           |                                                                                 |
| 16 oktober 2012 «onderlinge duels» 18:00 (UTC+2) | Israël                      | 3 − 0   | Luxemburg | Ramat Ganstadion, Ramat Gan Toeschouwers: 20.400 Scheidsrechter: Harald Lechner |
| 16 oktober 2012 «onderlinge duels» 18:00 (UTC+2) | Hemed 13' 48' Ben Basat 35' | Verslag |           | Ramat Ganstadion, Ramat Gan Toeschouwers: 20.400 Scheidsrechter: Harald Lechner |

|                                                 |               |         |              |                                                                            |
| 14 november 2012 «onderlinge duels» 19:45 (UTC) | Noord-Ierland | 1 − 1   | Azerbeidzjan | Windsor Park, Belfast Toeschouwers: 12.372 Scheidsrechter: Viktor Sjvetsov |
| 14 november 2012 «onderlinge duels» 19:45 (UTC) | Healy 90+7'   | Verslag | 6' Aliyev    | Windsor Park, Belfast Toeschouwers: 12.372 Scheidsrechter: Viktor Sjvetsov |

|                                                |           |       |              |                                                                                        |
| 22 maart 2013 «onderlinge duels» 20:15 (UTC+1) | Luxemburg | 0 − 0 | Azerbeidzjan | Stade Josy Barthel, Luxemburg-stad Toeschouwers: 1.324 Scheidsrechter: Padraigh Sutton |
| 22 maart 2013 «onderlinge duels» 20:15 (UTC+1) | Verslag   |       |              | Stade Josy Barthel, Luxemburg-stad Toeschouwers: 1.324 Scheidsrechter: Padraigh Sutton |

|                                                |                                     |         |                                     |                                                                                  |
| 22 maart 2013 «onderlinge duels» 14:45 (UTC+2) | Israël                              | 3 − 3   | Portugal                            | Ramat Ganstadion, Ramat Gan Toeschouwers: 38.600 Scheidsrechter: Stéphane Lannoy |
| 22 maart 2013 «onderlinge duels» 14:45 (UTC+2) | Hemed 24' Ben Basat 40' Gershon 70' | Verslag | 2' Alves 72' Postiga 90+3' Coentrão | Ramat Ganstadion, Ramat Gan Toeschouwers: 38.600 Scheidsrechter: Stéphane Lannoy |

|                                              |               |         |                            |                                                                          |
| 26 maart 2013 «onderlinge duels» 19:45 (UTC) | Noord-Ierland | 0 − 2   | Israël                     | Windsor Park, Belfast Toeschouwers: 11.200 Scheidsrechter: Hannes Kaasik |
| 26 maart 2013 «onderlinge duels» 19:45 (UTC) |               | Verslag | 77' Refaelov 84' Ben Basat | Windsor Park, Belfast Toeschouwers: 11.200 Scheidsrechter: Hannes Kaasik |

|                                                |              |         |                       |                                                                                    |
| 26 maart 2013 «onderlinge duels» 21:00 (UTC+5) | Azerbeidzjan | 0 − 2   | Portugal              | Tofikh Bakhramovstadion, Bakoe Toeschouwers: 24.558 Scheidsrechter: Andre Marriner |
| 26 maart 2013 «onderlinge duels» 21:00 (UTC+5) |              | Verslag | 63' Alves 79' Almeida | Tofikh Bakhramovstadion, Bakoe Toeschouwers: 24.558 Scheidsrechter: Andre Marriner |

|                                              |            |         |         |                                                                             |
| 7 juni 2013 «onderlinge duels» 20:45 (UTC+1) | Portugal   | 1 − 0   | Rusland | Estádio da Luz, Lissabon Toeschouwers: 54.697 Scheidsrechter: Damir Skomina |
| 7 juni 2013 «onderlinge duels» 20:45 (UTC+1) | Postiga 9' | Verslag |         | Estádio da Luz, Lissabon Toeschouwers: 54.697 Scheidsrechter: Damir Skomina |

|                                              |              |         |           |                                                                        |
| 7 juni 2013 «onderlinge duels» 21:00 (UTC+5) | Azerbeidzjan | 1 − 1   | Luxemburg | Bakcell Arena, Bakoe Toeschouwers: 9.258 Scheidsrechter: Fábián Mihály |
| 7 juni 2013 «onderlinge duels» 21:00 (UTC+5) | Abishov 71'  | Verslag | 80' Bensi | Bakcell Arena, Bakoe Toeschouwers: 9.258 Scheidsrechter: Fábián Mihály |

|                                                   |               |         |         |                                                                             |
| 14 augustus 2013 «onderlinge duels» 19:45 (UTC+1) | Noord-Ierland | 1 − 0   | Rusland | Windsor Park, Belfast Toeschouwers: 11.178 Scheidsrechter: Tom Harald Hagen |
| 14 augustus 2013 «onderlinge duels» 19:45 (UTC+1) | Paterson 86'  | Verslag |         | Windsor Park, Belfast Toeschouwers: 11.178 Scheidsrechter: Tom Harald Hagen |

|                                                   |                                             |         |             |                                                                               |
| 6 september 2013 «onderlinge duels» 19:30 (UTC+4) | Rusland                                     | 4 − 1   | Luxemburg   | Petrovski, Sint-Petersburg Toeschouwers: 18.525 Scheidsrechter: Robert Madden |
| 6 september 2013 «onderlinge duels» 19:30 (UTC+4) | Kokorin 1', 35' Kerzjakov 60' Samedov 90+3' | Verslag | 90' Joachim | Petrovski, Sint-Petersburg Toeschouwers: 18.525 Scheidsrechter: Robert Madden |

|                                                   |                                                  |         |                                             |                                                                           |
| 6 september 2013 «onderlinge duels» 19:45 (UTC+1) | Noord-Ierland                                    | 2 − 4   | Portugal                                    | Windsor Park, Belfast Toeschouwers: 13.629 Scheidsrechter: Danny Makkelie |
| 6 september 2013 «onderlinge duels» 19:45 (UTC+1) | McAuley 36' Ward 52' Brunt 39', 60' Lafferty 80' | Verslag | 20' Alves 68', 77', 83' Ronaldo 43' Postiga | Windsor Park, Belfast Toeschouwers: 13.629 Scheidsrechter: Danny Makkelie |

|                                                   |              |         |                 |                                                                                     |
| 7 september 2013 «onderlinge duels» 20:45 (UTC+3) | Israël       | 1 − 1   | Azerbeidzjan    | Ramat Ganstadion, Ramat Gan Toeschouwers: 21.250 Scheidsrechter: Stefan Johannesson |
| 7 september 2013 «onderlinge duels» 20:45 (UTC+3) | Shechter 73' | Verslag | 61' Amirguliyev | Ramat Ganstadion, Ramat Gan Toeschouwers: 21.250 Scheidsrechter: Stefan Johannesson |

|                                                    |                                            |         |              |                                                                              |
| 10 september 2013 «onderlinge duels» 19:00 (UTC+4) | Rusland                                    | 3 − 1   | Israël       | Petrovski, Sint-Petersburg Toeschouwers: 21.107 Scheidsrechter: Manuel Gräfe |
| 10 september 2013 «onderlinge duels» 19:00 (UTC+4) | Berezoetski 50' Kokorin 52' Gloesjakov 74' | Verslag | 90+3' Zahavi | Petrovski, Sint-Petersburg Toeschouwers: 21.107 Scheidsrechter: Manuel Gräfe |

|                                                    |                                   |         |                          |                                                                                     |
| 10 september 2013 «onderlinge duels» 20:15 (UTC+2) | Luxemburg                         | 3 − 2   | Noord-Ierland            | Stade Josy Barthel, Luxemburg-stad Toeschouwers: 4.114 Scheidsrechter: Robert Malek |
| 10 september 2013 «onderlinge duels» 20:15 (UTC+2) | Joachim 45' Bensi 78' Jänisch 87' | Verslag | 14' Paterson 82' McAuley | Stade Josy Barthel, Luxemburg-stad Toeschouwers: 4.114 Scheidsrechter: Robert Malek |

|                                                  |           |         |               |                                                                                       |
| 11 oktober 2013 «onderlinge duels» 20:45 (UTC+1) | Portugal  | 1 − 1   | Israël        | Estádio José Alvalade, Lissabon Toeschouwers: 48.317 Scheidsrechter: Tom Harald Hagen |
| 11 oktober 2013 «onderlinge duels» 20:45 (UTC+1) | Costa 27' | Verslag | 85' Ben Basat | Estádio José Alvalade, Lissabon Toeschouwers: 48.317 Scheidsrechter: Tom Harald Hagen |

|                                                  |           |         |                                                         |                                                                                       |
| 11 oktober 2013 «onderlinge duels» 20:30 (UTC+2) | Luxemburg | 0 − 4   | Rusland                                                 | Stade Josy Barthel, Luxemburg-stad Toeschouwers: 5.354 Scheidsrechter: Stéphan Studer |
| 11 oktober 2013 «onderlinge duels» 20:30 (UTC+2) |           | Verslag | 9' Samedov 39' Fajzoelin 45+2' Gloesjakov 73' Kerzjakov | Stade Josy Barthel, Luxemburg-stad Toeschouwers: 5.354 Scheidsrechter: Stéphan Studer |

|                                                  |                            |         |               |                                                                           |
| 11 oktober 2013 «onderlinge duels» 21:00 (UTC+5) | Azerbeidzjan               | 2 − 0   | Noord-Ierland | Bakcell Arena, Bakoe Toeschouwers: 10.100 Scheidsrechter: Andrea De Marco |
| 11 oktober 2013 «onderlinge duels» 21:00 (UTC+5) | Dadaşov 58' Shukurov 90+5' | Verslag | 90+4' Evans   | Bakcell Arena, Bakoe Toeschouwers: 10.100 Scheidsrechter: Andrea De Marco |

|                                                  |               |         |               |                                                                                  |
| 15 oktober 2013 «onderlinge duels» 20:00 (UTC+3) | Israël        | 1 − 1   | Noord-Ierland | Ramat Ganstadion, Ramat Gan Toeschouwers: 12.785 Scheidsrechter: Laurent Duhamel |
| 15 oktober 2013 «onderlinge duels» 20:00 (UTC+3) | Ben Basat 43' | Verslag | 72' Davis     | Ramat Ganstadion, Ramat Gan Toeschouwers: 12.785 Scheidsrechter: Laurent Duhamel |

|                                                  |                                 |         |             |                                                                                         |
| 15 oktober 2013 «onderlinge duels» 18:00 (UTC+1) | Portugal                        | 3 − 0   | Luxemburg   | Estádio Cidade de Coimbra, Coimbra Toeschouwers: 18.955 Scheidsrechter: Bülent Yıldırım |
| 15 oktober 2013 «onderlinge duels» 18:00 (UTC+1) | Varela 29' Nani 36' Postiga 78' | Verslag | 27' Joachim | Estádio Cidade de Coimbra, Coimbra Toeschouwers: 18.955 Scheidsrechter: Bülent Yıldırım |

|                                                  |                          |         |              |                                                                         |
| 15 oktober 2013 «onderlinge duels» 22:00 (UTC+5) | Azerbeidzjan             | 1 − 1   | Rusland      | Bakcell Arena, Bakoe Toeschouwers: 11.000 Scheidsrechter: Milorad Mažić |
| 15 oktober 2013 «onderlinge duels» 22:00 (UTC+5) | Javadov 90' Medvedev 73' | Verslag | 15' Sjirokov | Bakcell Arena, Bakoe Toeschouwers: 11.000 Scheidsrechter: Milorad Mažić |

### Groep G
De doorbraak van Bosnië en Herzegovina liet nog even op zich wachten, het haalde de laatste, twee grote toernooien niet doordat het beide keren werd uitgeschakeld door Portugal in de Play-offs. Voor het WK van 2014 waren Griekenland en Slowakije de belangrijkste concurrenten. Slowakije haakte al snel af na een thuisnederlaag tegen Griekenland en gelijke spelen tegen Litouwen en Liechtenstein. Bosnië en Griekenland voerden een spannende strijd, grote verschil was dat Griekenland weinig aanvalslustig was (12 goals), terwijl Bosnië veel doelpunten maakte (30 goals). De goals werden vooral verzorgd door Zvjezdan Misimović van Dinamo Moskou, Vedad Ibišević van VfB Stuttgart en vooral Edin Džeko van Manchester City
De onderlinge wedstrijden waren anders van karakter, in de wedstrijd van Griekenland bestreed Bosnië Griekenland met hun eigen wapen: verdedigen. Aangezien aanvallen niet bepaald de stijl is van Grieks voetbal bleef de wedstrijd doelpuntloos. In de return toonde Bosnië zijn aanvalslust en stond binnen een uur met 3-0 voor met twee goals van Džeko, in de slotfase redde Griekenland nog enigszins de eer. Even kregen de Griekenland nog hoop, toen Bosnië verloor van Slowakije (0-1) en in de return Slowakije met 1-0 voor kwam, maar in het laatste kwartier boog Bosnië de wedstrijd om: 1-2. Slowakije was nu definitief uitgeschakeld en Bosnië moest de laatste twee wedstrijden winnen om Griekenland op doelsaldo voor te blijven. In de laatste wedstrijd tegen Litouwen bleef het lang spannend totdat Ibišević het enige doelpunt maakte. De euforie was groot in het gekwelde en verdeelde land, dat nog steeds littekens had overgehouden aan de Bosnische oorlog. Griekenland was veroordeeld tot de Play-offs en zou spelen tegen Roemenië.
| Nr., | Land                  | GW | W | G | Vë | DV | DT | DS  | Ptn | Resultaat                              |
| ---- | --------------------- | -- | - | - | -- | -- | -- | --- | --- | -------------------------------------- |
| 1    | Bosnië en Herzegovina | 10 | 8 | 1 | 1  | 30 | 6  | +24 | 25  | Gekwalificeerd voor het hoofdtoernooi. |
| 2    | Griekenland           | 10 | 8 | 1 | 1  | 12 | 4  | +8  | 25  | Play-off                               |
| 3    | Slowakije             | 10 | 3 | 4 | 3  | 11 | 10 | +1  | 13  |                                        |
| 4    | Litouwen              | 10 | 3 | 2 | 5  | 9  | 11 | −2  | 11  |                                        |
| 5    | Letland               | 10 | 2 | 2 | 6  | 10 | 20 | −10 | 8   |                                        |
| 6    | Liechtenstein         | 10 | 0 | 2 | 8  | 4  | 25 | −21 | 2   |                                        |

|                                                   |               |         |                                                               |                                                                        |
| 7 september 2012 «onderlinge duels» 19:00 (UTC+2) | Liechtenstein | 1 − 8   | Bosnië en Herzegovina                                         | Rheinparkstadion, Vaduz Toeschouwers: 5.900 Scheidsrechter: Marco Borg |
| 7 september 2012 «onderlinge duels» 19:00 (UTC+2) | Christen 61'  | Verslag | 26', 31' Misimović 33', 40', 83' Ibišević 46', 64', 81' Džeko | Rheinparkstadion, Vaduz Toeschouwers: 5.900 Scheidsrechter: Marco Borg |

|                                                   |                                 |         |                         |                                                                            |
| 7 september 2012 «onderlinge duels» 21:15 (UTC+3) | Litouwen                        | 1 − 1   | Slowakije               | LFF-stadion, Vilnius Toeschouwers: 4.000 Scheidsrechter: Carlos Clos Gómez |
| 7 september 2012 «onderlinge duels» 21:15 (UTC+3) | Žaliūkas 18' Labukas 83', 90+6' | Verslag | 41' Sapara 55' Pečovský | LFF-stadion, Vilnius Toeschouwers: 4.000 Scheidsrechter: Carlos Clos Gómez |

|                                                   |                  |         |                           |                                                                    |
| 7 september 2012 «onderlinge duels» 21:30 (UTC+3) | Letland          | 1 − 2   | Griekenland               | Skontostadion, Riga Toeschouwers: 7.956 Scheidsrechter: Ivan Bebek |
| 7 september 2012 «onderlinge duels» 21:30 (UTC+3) | Cauņa 42' (pen.) | Verslag | 57' Spiropoulos 70' Gekas | Skontostadion, Riga Toeschouwers: 7.956 Scheidsrechter: Ivan Bebek |

|                                                    |                                                  |         |           |                                                                         |
| 11 september 2012 «onderlinge duels» 20:00 (UTC+2) | Bosnië en Herzegovina                            | 4 − 1   | Letland   | Bilino Polje, Zenica Toeschouwers: 11.900 Scheidsrechter: Deniz Aytekin |
| 11 september 2012 «onderlinge duels» 20:00 (UTC+2) | Misimović 12', 54' (pen.) Pjanić 44' Džeko 90+1' | Verslag | 5' Gorkšs | Bilino Polje, Zenica Toeschouwers: 11.900 Scheidsrechter: Deniz Aytekin |

|                                                    |                        |         |               |                                                                                  |
| 11 september 2012 «onderlinge duels» 20:15 (UTC+2) | Slowakije              | 2 − 0   | Liechtenstein | Štadión Pasienky, Bratislava Toeschouwers: 4.326 Scheidsrechter: Simon Lee Evans |
| 11 september 2012 «onderlinge duels» 20:15 (UTC+2) | Sapara 36' Jakubko 78' | Verslag |               | Štadión Pasienky, Bratislava Toeschouwers: 4.326 Scheidsrechter: Simon Lee Evans |

|                                                    |                         |         |          |                                                                                         |
| 11 september 2012 «onderlinge duels» 21:45 (UTC+3) | Griekenland             | 2 − 0   | Litouwen | Georgios Karaiskákisstadion, Piraeus Toeschouwers: 21.466 Scheidsrechter: Mark Courtney |
| 11 september 2012 «onderlinge duels» 21:45 (UTC+3) | Ninis 55' Mitroglou 72' | Verslag |          | Georgios Karaiskákisstadion, Piraeus Toeschouwers: 21.466 Scheidsrechter: Mark Courtney |

|                                                  |               |         |                     |                                                                           |
| 12 oktober 2012 «onderlinge duels» 19:30 (UTC+2) | Liechtenstein | 0 − 2   | Litouwen            | Rheinparkstadion, Vaduz Toeschouwers: 1.112 Scheidsrechter: Slavko Vinčić |
| 12 oktober 2012 «onderlinge duels» 19:30 (UTC+2) |               | Verslag | 50', 74' Česnauskis | Rheinparkstadion, Vaduz Toeschouwers: 1.112 Scheidsrechter: Slavko Vinčić |

|                                                  |             |       |                       |                                                                                          |
| 12 oktober 2012 «onderlinge duels» 21:45 (UTC+3) | Griekenland | 0 − 0 | Bosnië en Herzegovina | Georgios Karaiskákisstadion, Piraeus Toeschouwers: 26.211 Scheidsrechter: Antonio Damato |
| 12 oktober 2012 «onderlinge duels» 21:45 (UTC+3) | Verslag     |       |                       | Georgios Karaiskákisstadion, Piraeus Toeschouwers: 26.211 Scheidsrechter: Antonio Damato |

|                                                  |                            |         |                         |                                                                                 |
| 12 oktober 2012 «onderlinge duels» 20:15 (UTC+2) | Slowakije                  | 2 − 1   | Letland                 | Štadión Pasienky, Bratislava Toeschouwers: 4.012 Scheidsrechter: Danny Makkelie |
| 12 oktober 2012 «onderlinge duels» 20:15 (UTC+2) | Hamšík 5' (pen.) Sapara 9' | Verslag | 84' (pen.) Verpakovskis | Štadión Pasienky, Bratislava Toeschouwers: 4.012 Scheidsrechter: Danny Makkelie |

|                                                  |                        |         |               |                                                                       |
| 16 oktober 2012 «onderlinge duels» 20:00 (UTC+3) | Letland                | 2 − 0   | Liechtenstein | Skontostadion, Riga Toeschouwers: 3.500 Scheidsrechter: István Kovács |
| 16 oktober 2012 «onderlinge duels» 20:00 (UTC+3) | Kamešs 29' Gauračs 77' | Verslag |               | Skontostadion, Riga Toeschouwers: 3.500 Scheidsrechter: István Kovács |

|                                                  |           |         |                |                                                                                 |
| 16 oktober 2012 «onderlinge duels» 20:30 (UTC+2) | Slowakije | 0 − 1   | Griekenland    | Štadión Pasienky, Bratislava Toeschouwers: 7.494 Scheidsrechter: William Collum |
| 16 oktober 2012 «onderlinge duels» 20:30 (UTC+2) |           | Verslag | 63' Salpigidis | Štadión Pasienky, Bratislava Toeschouwers: 7.494 Scheidsrechter: William Collum |

|                                                  |                                   |         |          |                                                                            |
| 16 oktober 2012 «onderlinge duels» 20:00 (UTC+2) | Bosnië en Herzegovina             | 3 − 0   | Litouwen | Bilino Polje, Zenica Toeschouwers: 11.920 Scheidsrechter: Miroslav Zelinka |
| 16 oktober 2012 «onderlinge duels» 20:00 (UTC+2) | Ibišević 29' Džeko 35' Pjanić 41' | Verslag |          | Bilino Polje, Zenica Toeschouwers: 11.920 Scheidsrechter: Miroslav Zelinka |

|                                                |                             |         |             |                                                                         |
| 22 maart 2013 «onderlinge duels» 20:45 (UTC+1) | Bosnië en Herzegovina       | 3 − 1   | Griekenland | Bilino Polje, Zenica Toeschouwers: 11.920 Scheidsrechter: Björn Kuipers |
| 22 maart 2013 «onderlinge duels» 20:45 (UTC+1) | Džeko 30', 54' Ibišević 36' | Verslag | 90+3' Gekas | Bilino Polje, Zenica Toeschouwers: 11.920 Scheidsrechter: Björn Kuipers |

|                                                |               |         |           |                                                                          |
| 22 maart 2013 «onderlinge duels» 19:30 (UTC+1) | Liechtenstein | 1 − 1   | Letland   | Rheinparkstadion, Vaduz Toeschouwers: 1.150 Scheidsrechter: Kevin Clancy |
| 22 maart 2013 «onderlinge duels» 19:30 (UTC+1) | Polverino 20' | Verslag | 30' Cauņa | Rheinparkstadion, Vaduz Toeschouwers: 1.150 Scheidsrechter: Kevin Clancy |

|                                                |             |         |            |                                                                               |
| 22 maart 2013 «onderlinge duels» 20:10 (UTC+1) | Slowakije   | 1 − 1   | Litouwen   | Štadión pod Dubňom, Žilina Toeschouwers: 4.560 Scheidsrechter: Michael Oliver |
| 22 maart 2013 «onderlinge duels» 20:10 (UTC+1) | Jakubko 40' | Verslag | 19' Šernas | Štadión pod Dubňom, Žilina Toeschouwers: 4.560 Scheidsrechter: Michael Oliver |

|                                              |               |         |            |                                                                                  |
| 7 juni 2013 «onderlinge duels» 20:00 (UTC+2) | Liechtenstein | 1 − 1   | Slowakije  | Rheinparkstadion, Vaduz Toeschouwers: 1.623 Scheidsrechter: Martin Strömbergsson |
| 7 juni 2013 «onderlinge duels» 20:00 (UTC+2) | Büchel 13'    | Verslag | 73' Ďurica | Rheinparkstadion, Vaduz Toeschouwers: 1.623 Scheidsrechter: Martin Strömbergsson |

|                                              |         |         |                                                            |                                                                   |
| 7 juni 2013 «onderlinge duels» 19:30 (UTC+3) | Letland | 0 − 5   | Bosnië en Herzegovina                                      | Skontostadion, Riga Toeschouwers: 7.700 Scheidsrechter: Mike Dean |
| 7 juni 2013 «onderlinge duels» 19:30 (UTC+3) |         | Verslag | 48' Lulić 53' Ibišević 63' Međunjanin 79' Pjanić 82' Džeko | Skontostadion, Riga Toeschouwers: 7.700 Scheidsrechter: Mike Dean |

|                                              |          |         |                        |                                                                               |
| 7 juni 2013 «onderlinge duels» 21:45 (UTC+3) | Litouwen | 0 − 1   | Griekenland            | LFF-stadion, Vilnius Toeschouwers: 4.500 Scheidsrechter: Olegário Benquerença |
| 7 juni 2013 «onderlinge duels» 21:45 (UTC+3) |          | Verslag | 20' Christodoulopoulos | LFF-stadion, Vilnius Toeschouwers: 4.500 Scheidsrechter: Olegário Benquerença |

|                                                   |                          |         |                  |                                                                              |
| 6 september 2013 «onderlinge duels» 21:10 (UTC+3) | Letland                  | 2 − 1   | Litouwen         | Skontostadion, Riga Toeschouwers: 7.306 Scheidsrechter: Sébastien Delferière |
| 6 september 2013 «onderlinge duels» 21:10 (UTC+3) | Bulvītis 20' Zjuzins 42' | Verslag | 44' Matulevičius | Skontostadion, Riga Toeschouwers: 7.306 Scheidsrechter: Sébastien Delferière |

|                                                   |                       |         |              |                                                                          |
| 6 september 2013 «onderlinge duels» 20:15 (UTC+2) | Bosnië en Herzegovina | 0 − 1   | Slowakije    | Bilino Polje, Zenica Toeschouwers: 11.620 Scheidsrechter: Nicola Rizzoli |
| 6 september 2013 «onderlinge duels» 20:15 (UTC+2) |                       | Verslag | 77' Pečovský | Bilino Polje, Zenica Toeschouwers: 11.620 Scheidsrechter: Nicola Rizzoli |

|                                                   |               |         |               |                                                                               |
| 6 september 2013 «onderlinge duels» 20:45 (UTC+2) | Liechtenstein | 0 − 1   | Griekenland   | Rheinparkstadion, Vaduz Toeschouwers: 2.680 Scheidsrechter: Stanislav Todorov |
| 6 september 2013 «onderlinge duels» 20:45 (UTC+2) |               | Verslag | 72' Mitroglou | Rheinparkstadion, Vaduz Toeschouwers: 2.680 Scheidsrechter: Stanislav Todorov |

|                                                    |                                |         |               |                                                                               |
| 10 september 2013 «onderlinge duels» 18:30 (UTC+3) | Litouwen                       | 2 − 0   | Liechtenstein | Sūduvastadion, Marijampolė Toeschouwers: 1.955 Scheidsrechter: Lasha Silagava |
| 10 september 2013 «onderlinge duels» 18:30 (UTC+3) | Matulevičius 18' Kijanskas 40' | Verslag |               | Sūduvastadion, Marijampolė Toeschouwers: 1.955 Scheidsrechter: Lasha Silagava |

|                                                    |                                       |         |            |                                                                                              |
| 10 september 2013 «onderlinge duels» 21:45 (UTC+3) | Griekenland                           | 1 − 0   | Letland    | Georgios Karaiskákisstadion, Piraeus Toeschouwers: 18.983 Scheidsrechter: Kristinn Jakobsson |
| 10 september 2013 «onderlinge duels» 21:45 (UTC+3) | Salpigidis 58' Katsouranis 86', 90+3' | Verslag | 86' Rugins | Georgios Karaiskákisstadion, Piraeus Toeschouwers: 18.983 Scheidsrechter: Kristinn Jakobsson |

|                                                    |            |         |                           |                                                                                |
| 10 september 2013 «onderlinge duels» 20:15 (UTC+2) | Slowakije  | 1 − 2   | Bosnië en Herzegovina     | Štadión pod Dubňom, Žilina Toeschouwers: 9.438 Scheidsrechter: David Fernández |
| 10 september 2013 «onderlinge duels» 20:15 (UTC+2) | Hamšík 42' | Verslag | 70' Bičakčić 78' Hajrović | Štadión pod Dubňom, Žilina Toeschouwers: 9.438 Scheidsrechter: David Fernández |

|                                                  |                           |         |         |                                                                        |
| 11 oktober 2013 «onderlinge duels» 18:30 (UTC+3) | Litouwen                  | 2 − 0   | Letland | LFF-stadion, Vilnius Toeschouwers: 2.900 Scheidsrechter: Petur Reinert |
| 11 oktober 2013 «onderlinge duels» 18:30 (UTC+3) | Černych 8' Mikoliūnas 68' | Verslag |         | LFF-stadion, Vilnius Toeschouwers: 2.900 Scheidsrechter: Petur Reinert |

|                                                  |                   |         |           |                                                                                         |
| 11 oktober 2013 «onderlinge duels» 21:45 (UTC+3) | Griekenland       | 1 − 0   | Slowakije | Georgios Karaiskákisstadion, Piraeus Toeschouwers: 21.067 Scheidsrechter: Deniz Aytekin |
| 11 oktober 2013 «onderlinge duels» 21:45 (UTC+3) | Škrtel 44' (e.d.) | Verslag |           | Georgios Karaiskákisstadion, Piraeus Toeschouwers: 21.067 Scheidsrechter: Deniz Aytekin |

|                                                  |                                           |         |               |                                                                            |
| 11 oktober 2013 «onderlinge duels» 20:00 (UTC+2) | Bosnië en Herzegovina                     | 4 − 1   | Liechtenstein | Bilino Polje, Zenica Toeschouwers: 11.200 Scheidsrechter: Richard Liesveld |
| 11 oktober 2013 «onderlinge duels» 20:00 (UTC+2) | Džeko 17', 39' Misimović 34' Ibišević 38' | Verslag | 61' Hasler    | Bilino Polje, Zenica Toeschouwers: 11.200 Scheidsrechter: Richard Liesveld |

|                                                  |          |         |                       |                                                                                          |
| 15 oktober 2013 «onderlinge duels» 20:00 (UTC+3) | Litouwen | 0 − 1   | Bosnië en Herzegovina | S. Dariaus- en S. Girėnostadion, Kaunas Toeschouwers: 6.239 Scheidsrechter: Felix Zwayer |
| 15 oktober 2013 «onderlinge duels» 20:00 (UTC+3) |          | Verslag | 68' Ibišević          | S. Dariaus- en S. Girėnostadion, Kaunas Toeschouwers: 6.239 Scheidsrechter: Felix Zwayer |

|                                                  |                              |         |               |                                                                                         |
| 15 oktober 2013 «onderlinge duels» 20:00 (UTC+3) | Griekenland                  | 2 − 0   | Liechtenstein | Georgios Karaiskákisstadion, Piraeus Toeschouwers: 18.676 Scheidsrechter: Libor Kovařík |
| 15 oktober 2013 «onderlinge duels» 20:00 (UTC+3) | Salpigidis 7' Karagounis 81' | Verslag |               | Georgios Karaiskákisstadion, Piraeus Toeschouwers: 18.676 Scheidsrechter: Libor Kovařík |

|                                                  |                       |         |                       |                                                                          |
| 15 oktober 2013 «onderlinge duels» 21:10 (UTC+3) | Letland               | 2 − 2   | Slowakije             | Skontostadion, Riga Toeschouwers: 3.813 Scheidsrechter: Jevhen Aranovsky |
| 15 oktober 2013 «onderlinge duels» 21:10 (UTC+3) | Šabala 47' Rode 90+2' | Verslag | 9' Jakubko 16' Saláta | Skontostadion, Riga Toeschouwers: 3.813 Scheidsrechter: Jevhen Aranovsky |

### Groep H
Engeland lootte een groep, waar de concurrentie uit Oost-Europa kwam, Polen, Oekraïne en Montenegro. In eigen huis speelde Engeland met 1-1 gelijk tegen Oekraïne, Oekraïne had in de hele wedstrijd de beste kansen en nam in de eerste helft een voorsprong, Frank Lampard benutte in de tweede helft een strafschop en Steven Gerrard ontving een tweede gele kaart. Oekraïne kon het goede begin geen vervolg geven, het speelde doelpuntloos gelijk in tegen Moldavië en verloor in eigen huis van Montenegro. De op hetzelfde moment te spelen wedstrijd tussen Polen en Engeland werd uitgesteld vanwege hevige regenval. Een dag later haalde Engeland een punt tegen de Polen:1-1. Na vier speeldagen stond Montenegro aan de leiding met tien punten uit vier wedstrijden, Engeland had twee punten minder en Polen stond derde met vijf uit drie.
Oekraïne kwam terug in de strijd door met 1-3 van Polen te winnen, al in de eerste tien minuten nam de ploeg een 0-2 voorsprong. De strijd om de eerste plaats in de groep tussen Montenegro en Engeland eindigde in een 1-1 gelijkspel, Engeland was in de eerste helft beter en nam via Wayne Rooney een 0-1 voorsprong, maar kon die voorsprong niet vasthouden en mocht uiteindelijk gelukkig zijn met een 1-1 gelijkspel. Montenegro kon daarna een flinke slag slaan in een thuiswedstrijd tegen Oekraïne, zeker nadat een speler van Oekraïne in de eerste helft uit het veld werd gestuurd. In de tweede helft bezorgde Oekraïne Montenegro een pijnlijke nederlaag: 0-4, twee spelers van Montenegro werden uit het veld gestuurd. Montenegro bleef lijstaanvoerder met veertien punten uit zeven wedstrijden, Engeland volgde met twaalf uit zes, Oekraïne had één punt achterstand.
In de beslissende fase van de competitie waren er veel directe confrontaties, Montenegro verloor de koppositie door gelijk te spelen tegen Polen: 1-1, de bij Borussia Dortmund indruk makende Robert Lewandowski scoorde de Poolse gelijkmaker. Engeland en Oekraïne wonnen hun wedstrijd en streden een paar dagen later in Kiev om de koppositie. Engeland hield vooral in de tweede helft alleen maar tegen en de wedstrijd eindigde doelpuntloos. Met nog twee speelronden te gaan was de strijd nog steeds spannend, Engeland ging aan de leiding met zestien punten, Oekraïne en Montenegro hadden één punt achterstand en Polen was ook nog kansrijk met drie punten achterstand op Engeland.
Engeland maakte het af door de thuiswedstrijden tegen Montenegro en Polen te winnen en verzekerde zich van een ticket voor de Eindronde. Oekraïne won op de voorlaatste speeldag met 1-0 van Polen door een doelpunt van Andrij Jarmolenko en had tegen San Marino weinig moeite de Play-off ticket veilig te stellen, tegenstander was Frankrijk. Montenegro, halverwege nog de trotse koploper gaf het helemaal weg en verloor de laatste wedstrijd tegen het bescheiden Moldavië met grote cijfers: 2-5.
| Nr., | Land       | GW | W | G | V  | DV | DT | DS  | Ptn | Resultaat                              |
| ---- | ---------- | -- | - | - | -- | -- | -- | --- | --- | -------------------------------------- |
| 1    | Engeland   | 10 | 6 | 4 | 0  | 31 | 4  | +27 | 22  | Gekwalificeerd voor het hoofdtoernooi. |
| 2    | Oekraïne   | 10 | 6 | 3 | 1  | 28 | 4  | +24 | 21  | Play-off                               |
| 3    | Montenegro | 10 | 4 | 3 | 3  | 18 | 17 | +1  | 15  |                                        |
| 4    | Polen      | 10 | 3 | 4 | 3  | 18 | 12 | +6  | 13  |                                        |
| 5    | Moldavië   | 10 | 3 | 2 | 5  | 12 | 17 | −5  | 11  |                                        |
| 6    | San Marino | 10 | 0 | 0 | 10 | 1  | 54 | −53 | 0   |                                        |

|                                                   |                                              |         |                                                        |                                                                                       |
| 7 september 2012 «onderlinge duels» 20:30 (UTC+2) | Montenegro                                   | 2 − 2   | Polen                                                  | Pod Goricomstadion, Podgorica Toeschouwers: 11.420 Scheidsrechter: Kristinn Jakobsson |
| 7 september 2012 «onderlinge duels» 20:30 (UTC+2) | Drinčić 27' Vučinić 45+3' Pavićević 68', 69' | Verslag | 6' (pen.) Błaszczykowski 55' Mierzejewski 73' Obraniak | Pod Goricomstadion, Podgorica Toeschouwers: 11.420 Scheidsrechter: Kristinn Jakobsson |

|                                                   |          |         |                                                        |                                                                                |
| 7 september 2012 «onderlinge duels» 21:45 (UTC+3) | Moldavië | 0 − 5   | Engeland                                               | Stadionul Zimbru, Chisinau Toeschouwers: 10.500 Scheidsrechter: Pol van Boekel |
| 7 september 2012 «onderlinge duels» 21:45 (UTC+3) |          | Verslag | 3' (pen.), 29' Lampard 31' Defoe 74' Milner 84' Baines | Stadionul Zimbru, Chisinau Toeschouwers: 10.500 Scheidsrechter: Pol van Boekel |

|                                                    |            |         |                                                               |                                                                            |
| 11 september 2012 «onderlinge duels» 20:30 (UTC+2) | San Marino | 0 − 6   | Montenegro                                                    | Stadio Olimpico, Serravalle Toeschouwers: 1.947 Scheidsrechter: Neil Doyle |
| 11 september 2012 «onderlinge duels» 20:30 (UTC+2) |            | Verslag | 24' Đorđević 25', 52' Becíraj 69' Zverotić 80', 82' Delibašić | Stadio Olimpico, Serravalle Toeschouwers: 1.947 Scheidsrechter: Neil Doyle |

|                                                    |                                          |         |          |                                                                             |
| 11 september 2012 «onderlinge duels» 20:45 (UTC+2) | Polen                                    | 2 − 0   | Moldavië | Stadion Miejski, Wrocław Toeschouwers: 26.145 Scheidsrechter: Ilias Spathas |
| 11 september 2012 «onderlinge duels» 20:45 (UTC+2) | Błaszczykowski 33' (pen.) Wawrzyniak 81' | Verslag |          | Stadion Miejski, Wrocław Toeschouwers: 26.145 Scheidsrechter: Ilias Spathas |

|                                                    |                                     |         |                 |                                                                           |
| 11 september 2012 «onderlinge duels» 20:00 (UTC+1) | Engeland                            | 1 − 1   | Oekraïne        | Wembley Stadium, Londen Toeschouwers: 68.102 Scheidsrechter: Cüneyt Çakır |
| 11 september 2012 «onderlinge duels» 20:00 (UTC+1) | Lampard 87' (pen.) Gerrard 54', 88' | Verslag | 38' Konopljanka | Wembley Stadium, Londen Toeschouwers: 68.102 Scheidsrechter: Cüneyt Çakır |

|                                                  |                                                                |         |            |                                                                                |
| 12 oktober 2012 «onderlinge duels» 20:00 (UTC+1) | Engeland                                                       | 5 – 0   | San Marino | Wembley Stadium, Londen Toeschouwers: 86.645 Scheidsrechter: Gediminas Mažeika |
| 12 oktober 2012 «onderlinge duels» 20:00 (UTC+1) | Rooney 35' (pen.), 70' Welbeck 37', 72' Oxlade-Chamberlain 77' | Verslag |            | Wembley Stadium, Londen Toeschouwers: 86.645 Scheidsrechter: Gediminas Mažeika |

|                                                  |          |       |          |                                                                                |
| 12 oktober 2012 «onderlinge duels» 21:00 (UTC+3) | Moldavië | 0 – 0 | Oekraïne | Stadionul Zimbru, Chisinau Toeschouwers: 12.500 Scheidsrechter: Clément Turpin |
| 12 oktober 2012 «onderlinge duels» 21:00 (UTC+3) | Verslag  |       |          | Stadionul Zimbru, Chisinau Toeschouwers: 12.500 Scheidsrechter: Clément Turpin |

|                                                  |            |         |                              |                                                                             |
| 16 oktober 2012 «onderlinge duels» 20:30 (UTC+2) | San Marino | 0 – 2   | Moldavië                     | Stadio Olimpico, Serravalle Toeschouwers: 736 Scheidsrechter: Marios Panayi |
| 16 oktober 2012 «onderlinge duels» 20:30 (UTC+2) |            | Verslag | 72' (pen.) Dadu 78' Epureanu | Stadio Olimpico, Serravalle Toeschouwers: 736 Scheidsrechter: Marios Panayi |

|                                                  |          |         |                |                                                                                |
| 16 oktober 2012 «onderlinge duels» 21:00 (UTC+3) | Oekraïne | 0 – 1   | Montenegro     | NSK Olimpiejsky, Kiev Toeschouwers: 50.597 Scheidsrechter: Mihalis Koukoulakis |
| 16 oktober 2012 «onderlinge duels» 21:00 (UTC+3) |          | Verslag | 45' Damjanović | NSK Olimpiejsky, Kiev Toeschouwers: 50.597 Scheidsrechter: Mihalis Koukoulakis |

|                                                  |          |         |            |                                                                                  |
| 17 oktober 2012 «onderlinge duels» 17:00 (UTC+2) | Polen    | 1 – 1   | Engeland   | Nationaal Stadion, Warschau Toeschouwers: 47.000 Scheidsrechter: Gianluca Rocchi |
| 17 oktober 2012 «onderlinge duels» 17:00 (UTC+2) | Glik 70' | Verslag | 31' Rooney | Nationaal Stadion, Warschau Toeschouwers: 47.000 Scheidsrechter: Gianluca Rocchi |

|                                                   |                                 |         |            |                                                                                     |
| 14 november 2012 «onderlinge duels» 18:00 (UTC+1) | Montenegro                      | 3 – 0   | San Marino | Pod Goricomstadion, Podgorica Toeschouwers: 7.158 Scheidsrechter: Sándor Andó-Szabó |
| 14 november 2012 «onderlinge duels» 18:00 (UTC+1) | Delibašić 14', 31' Zverotić 68' | Verslag |            | Pod Goricomstadion, Podgorica Toeschouwers: 7.158 Scheidsrechter: Sándor Andó-Szabó |

|                                                |              |         |                                       |                                                                                 |
| 22 maart 2013 «onderlinge duels» 20:45 (UTC+1) | Polen        | 1 – 3   | Oekraïne                              | Nationaal Stadion, Warschau Toeschouwers: 55.565 Scheidsrechter: Pavel Královec |
| 22 maart 2013 «onderlinge duels» 20:45 (UTC+1) | Piszczek 18' | Verslag | 2' Jarmolenko 7' Goesjev 45' Zozoelja | Nationaal Stadion, Warschau Toeschouwers: 55.565 Scheidsrechter: Pavel Královec |

|                                                |          |         |             |                                                                               |
| 22 maart 2013 «onderlinge duels» 21:30 (UTC+2) | Moldavië | 0 – 1   | Montenegro  | Stadionul Zimbru, Chisinau Toeschouwers: 5.400 Scheidsrechter: Daniele Orsato |
| 22 maart 2013 «onderlinge duels» 21:30 (UTC+2) |          | Verslag | 78' Vučinić | Stadionul Zimbru, Chisinau Toeschouwers: 5.400 Scheidsrechter: Daniele Orsato |

|                                                |            |         | |                                                                             |
| 22 maart 2013 «onderlinge duels» 21:00 (UTC+1) | San Marino | 0 – 8   | Engeland | Stadio Olimpico, Serravalle Toeschouwers: 4.952 Scheidsrechter: Alain Bieri |
| 22 maart 2013 «onderlinge duels» 21:00 (UTC+1) |            | Verslag | 12' (e.d.) Della Valle 29' Oxlade-Chamberlain 35', 77' Defoe 39' Young 42' Lampard 54' Rooney 70' Sturridge | Stadio Olimpico, Serravalle Toeschouwers: 4.952 Scheidsrechter: Alain Bieri |

|                                                |                                |         |             |                                                                               |
| 26 maart 2013 «onderlinge duels» 21:00 (UTC+2) | Oekraïne                       | 2 – 1   | Moldavië    | Tsjornomoretsstadion, Odessa Toeschouwers: 31.948 Scheidsrechter: Kenn Hansen |
| 26 maart 2013 «onderlinge duels» 21:00 (UTC+2) | Jarmolenko 61' Gabrilovich 71' | Verslag | 80' Suvorov | Tsjornomoretsstadion, Odessa Toeschouwers: 31.948 Scheidsrechter: Kenn Hansen |

|                                                |                                                              |         |            |                                                                                    |
| 26 maart 2013 «onderlinge duels» 20:45 (UTC+1) | Polen                                                        | 5 – 0   | San Marino | Nationaal Stadion, Warschau Toeschouwers: 43.008 Scheidsrechter: Ken Henry Johnsen |
| 26 maart 2013 «onderlinge duels» 20:45 (UTC+1) | Lewandowski 21', 50' Piszczek 28' Teodorczyk 61' Kosecki 90' | Verslag |            | Nationaal Stadion, Warschau Toeschouwers: 43.008 Scheidsrechter: Ken Henry Johnsen |

|                                                |                |         |           |                                                                                   |
| 26 maart 2013 «onderlinge duels» 21:00 (UTC+1) | Montenegro     | 1 – 1   | Engeland  | Pod Goricomstadion, Podgorica Toeschouwers: 11.300 Scheidsrechter: Jonas Eriksson |
| 26 maart 2013 «onderlinge duels» 21:00 (UTC+1) | Damjanović 75' | Verslag | 6' Rooney | Pod Goricomstadion, Podgorica Toeschouwers: 11.300 Scheidsrechter: Jonas Eriksson |

|                                              |            |         |                                                        |                                                                                 |
| 7 juni 2013 «onderlinge duels» 20:30 (UTC+2) | Montenegro | 0 – 4   | Oekraïne                                               | Pod Goricomstadion, Podgorica Toeschouwers: 11.996 Scheidsrechter: Manuel Gräfe |
| 7 juni 2013 «onderlinge duels» 20:30 (UTC+2) |            | Verslag | 51' Harmasj 77' Konopljanka 85' Fedetskyi 90+2' Bezoes | Pod Goricomstadion, Podgorica Toeschouwers: 11.996 Scheidsrechter: Manuel Gräfe |

|                                              |               |         |                   |                                                                                  |
| 7 juni 2013 «onderlinge duels» 21:15 (UTC+3) | Moldavië      | 1 – 1   | Polen             | Stadionul Zimbru, Chisinau Toeschouwers: 8.726 Scheidsrechter: Fernando Teixeira |
| 7 juni 2013 «onderlinge duels» 21:15 (UTC+3) | Sidorenco 37' | Verslag | 7' Błaszczykowski | Stadionul Zimbru, Chisinau Toeschouwers: 8.726 Scheidsrechter: Fernando Teixeira |

|                                                   | |         |            |                                                                  |
| 6 september 2013 «onderlinge duels» 21:00 (UTC+3) | Oekraïne | 9 – 0   | San Marino | Arena Lviv, Lviv Toeschouwers: 34.190 Scheidsrechter: Neil Doyle |
| 6 september 2013 «onderlinge duels» 21:00 (UTC+3) | Dević 11' Seleznov 26' Edmar 32' Chatsjeridi 45+1', 54' Konopljanka 50' Bezoes 63' Fedetskyi 74' Rakitskiy 90+3' | Verslag |            | Arena Lviv, Lviv Toeschouwers: 34.190 Scheidsrechter: Neil Doyle |

|                                                   |                                            |         |          |                                                                            |
| 6 september 2013 «onderlinge duels» 20:00 (UTC+1) | Engeland                                   | 4 – 0   | Moldavië | Wembley Stadium, Londen Toeschouwers: 61.607 Scheidsrechter: Ivan Kružliak |
| 6 september 2013 «onderlinge duels» 20:00 (UTC+1) | Gerrard 12' Lambert 27' Welbeck 45+1', 50' | Verslag |          | Wembley Stadium, Londen Toeschouwers: 61.607 Scheidsrechter: Ivan Kružliak |

|                                                   |                 |         |                |                                                                                |
| 6 september 2013 «onderlinge duels» 20:45 (UTC+2) | Polen           | 1 – 1   | Montenegro     | Nationaal Stadion, Warschau Toeschouwers: 45.652 Scheidsrechter: Björn Kuipers |
| 6 september 2013 «onderlinge duels» 20:45 (UTC+2) | Lewandowski 16' | Verslag | 11' Damjanović | Nationaal Stadion, Warschau Toeschouwers: 45.652 Scheidsrechter: Björn Kuipers |

|                                                    |                 |         |                                                                   |                                                                            |
| 10 september 2013 «onderlinge duels» 20:45 (UTC+2) | San Marino      | 1 – 5   | Polen                                                             | Stadio Olimpico, Serravalle Toeschouwers: 1.597 Scheidsrechter: Marco Borg |
| 10 september 2013 «onderlinge duels» 20:45 (UTC+2) | Della Valle 22' | Verslag | 10', 66' Zieliński 23' Błaszczykowski 33' Sobota 75' Mierzejewski | Stadio Olimpico, Serravalle Toeschouwers: 1.597 Scheidsrechter: Marco Borg |

|                                                    |          |       |          |                                                                          |
| 10 september 2013 «onderlinge duels» 21:45 (UTC+3) | Oekraïne | 0 – 0 | Engeland | NSK Olimpiejsky, Kiev Toeschouwers: 69.890 Scheidsrechter: Pedro Proença |
| 10 september 2013 «onderlinge duels» 21:45 (UTC+3) | Verslag  |       |          | NSK Olimpiejsky, Kiev Toeschouwers: 69.890 Scheidsrechter: Pedro Proença |

|                                                  |                |         |       |                                                                              |
| 11 oktober 2013 «onderlinge duels» 21:00 (UTC+3) | Oekraïne       | 1 – 0   | Polen | Metaliststadion, Charkov Toeschouwers: 39.136 Scheidsrechter: Jonas Eriksson |
| 11 oktober 2013 «onderlinge duels» 21:00 (UTC+3) | Jarmolenko 64' | Verslag |       | Metaliststadion, Charkov Toeschouwers: 39.136 Scheidsrechter: Jonas Eriksson |

|                                                  |                               |         |            |                                                                                  |
| 11 oktober 2013 «onderlinge duels» 19:00 (UTC+3) | Moldavië                      | 3 – 0   | San Marino | Stadionul Zimbru, Chisinau Toeschouwers: 7.348 Scheidsrechter: Ignasi Villamayor |
| 11 oktober 2013 «onderlinge duels» 19:00 (UTC+3) | Frunză 55' Sidorenco 59', 89' | Verslag |            | Stadionul Zimbru, Chisinau Toeschouwers: 7.348 Scheidsrechter: Ignasi Villamayor |

|                                                  |                                                                    |         |                |                                                                                       |
| 11 oktober 2013 «onderlinge duels» 20:00 (UTC+1) | Engeland                                                           | 4 – 1   | Montenegro     | Wembley Stadium, Londen Toeschouwers: 83.807 Scheidsrechter: Alberto Undiano Mallenco |
| 11 oktober 2013 «onderlinge duels» 20:00 (UTC+1) | Rooney 48' Bošković 62' (e.d.) Townsend 78' Sturridge 90+3' (pen.) | Verslag | 71' Damjanović | Wembley Stadium, Londen Toeschouwers: 83.807 Scheidsrechter: Alberto Undiano Mallenco |

|                                                  |                           |         |                                                      |                                                                                        |
| 15 oktober 2013 «onderlinge duels» 21:00 (UTC+2) | Montenegro                | 2 – 5   | Moldavië                                             | Pod Goricomstadion, Podgorica Toeschouwers: 5.770 Scheidsrechter: Robert Schörgenhofer |
| 15 oktober 2013 «onderlinge duels» 21:00 (UTC+2) | Jovetić 55' (pen.), 90+1' | Verslag | 28', 89' Antoniuc 62' Armaş 64' Sidorenco 74' Ioniţă | Pod Goricomstadion, Podgorica Toeschouwers: 5.770 Scheidsrechter: Robert Schörgenhofer |

|                                                  |                                  |         |                                                                                              |                                                                                |
| 15 oktober 2013 «onderlinge duels» 21:00 (UTC+2) | San Marino                       | 0 – 8   | Oekraïne                                                                                     | Stadio Olimpico, Serravalle Toeschouwers: 1.268 Scheidsrechter: Harald Lechner |
| 15 oktober 2013 «onderlinge duels» 21:00 (UTC+2) | Palazzi 57' Della Valle 12', 90' | Verslag | 13' (pen.), 19' Seleznjov 15', 51', 58' (pen.) Dević 55' Jarmolenko 66' Bezoes 90' Mandzjoek | Stadio Olimpico, Serravalle Toeschouwers: 1.268 Scheidsrechter: Harald Lechner |

|                                                  |                        |         |       |                                                                            |
| 15 oktober 2013 «onderlinge duels» 20:00 (UTC+1) | Engeland               | 2 – 0   | Polen | Wembley Stadium, Londen Toeschouwers: 85.186 Scheidsrechter: Damir Skomina |
| 15 oktober 2013 «onderlinge duels» 20:00 (UTC+1) | Rooney 41' Gerrard 88' | Verslag |       | Wembley Stadium, Londen Toeschouwers: 85.186 Scheidsrechter: Damir Skomina |

### Groep I
De kern van de Spaanse ploeg was nog steeds het team wat in 2008, 2010 en 2012 twee Europese- en één wereldtitel won en het befaamde tiki-taka voetbal speelde, waarbij de tegenstander via korte passes over veel schijven en langdurig balbezit kapot werd gespeeld. Inmiddels stonden doelman en record-international Iker Casillas en middenvelders Xavi en Xabi Alonso op meer dan honderd interlands. Concurrent in deze groep was Frankrijk, dat al jaren teleurstellend presteerde en bij de loting op het tweede niveau ingedeeld werd. Na opnieuw een toernooi, waarin meer ruzie werd gemaakt dan dat er goed voetbal werd gespeeld werd Didier Deschamps aangesteld als bondscoach.
Beide landen streden om de eerste plaats in deze groep en hadden geen concurrentie van de overige landen. Nadat beide landen twee keer achterelkaar hadden gewonnen, troffen de landen elkaar in Madrid. Spanje kwam op voorsprong door een doelpunt van Sergio Ramos en nadat Cesc Fábregas een strafschop miste drong Frankrijk aan en invaller Olivier Giroud bezorgde Frankrijk in de blessure-tijd een punt. Nadat Spanje op de vijfde speeldag opnieuw punten liet liggen, nu tegen Finland voelde de uitwedstrijd tegen Frankrijk vooraf als een grote finale. Spanje won met 0-1 door een doelpunt van Pedro. Spanje zou de overige drie wedstrijden winnen en probleemloos de WK-ticket bemachtigen. Dat de veelvoudige kampioen aan slijtage onderhevig was was tijdens de Confederations Cup al duidelijk toen Spanje in de finale kansloos van Brazilië verloor. Frankrijk moest in de Play-offs spelen tegen Oekraïne.
| Nr. | Land        | GW | W | G | V | DV | DT | DS  | Ptn | Resultaat                              |
| --- | ----------- | -- | - | - | - | -- | -- | --- | --- | -------------------------------------- |
| 1   | Spanje      | 8  | 6 | 2 | 0 | 14 | 3  | +11 | 20  | Gekwalificeerd voor het hoofdtoernooi. |
| 2   | Frankrijk   | 8  | 5 | 2 | 1 | 15 | 6  | +9  | 17  | Play-off                               |
| 3   | Finland     | 8  | 2 | 3 | 3 | 5  | 9  | −4  | 9   |                                        |
| 4   | Georgië     | 8  | 1 | 2 | 5 | 3  | 10 | −7  | 5   |                                        |
| 5   | Wit-Rusland | 8  | 1 | 1 | 6 | 7  | 16 | −9  | 4   |                                        |

|                                                   |                 |         |             |                                                                                         |
| 7 september 2012 «onderlinge duels» 21:00 (UTC+4) | Georgië         | 1 − 0   | Wit-Rusland | Boris Paitsjadzestadion, Tbilisi Toeschouwers: 20.000 Scheidsrechter: Stanislav Todorov |
| 7 september 2012 «onderlinge duels» 21:00 (UTC+4) | Okriasjvili 51' | Verslag |             | Boris Paitsjadzestadion, Tbilisi Toeschouwers: 20.000 Scheidsrechter: Stanislav Todorov |

|                                                   |         |         |           |                                                                                |
| 7 september 2012 «onderlinge duels» 21:30 (UTC+3) | Finland | 0 − 1   | Frankrijk | Olympisch Stadion, Helsinki Toeschouwers: 35.111 Scheidsrechter: Craig Thomson |
| 7 september 2012 «onderlinge duels» 21:30 (UTC+3) |         | Verslag | 20' Diaby | Olympisch Stadion, Helsinki Toeschouwers: 35.111 Scheidsrechter: Craig Thomson |

|                                                    |         |         |             |                                                                                         |
| 11 september 2012 «onderlinge duels» 21:30 (UTC+4) | Georgië | 0 − 1   | Spanje      | Boris Paitsjadzestadion, Tbilisi Toeschouwers: 54.598 Scheidsrechter: Svein Oddvar Moen |
| 11 september 2012 «onderlinge duels» 21:30 (UTC+4) |         | Verslag | 86' Soldado | Boris Paitsjadzestadion, Tbilisi Toeschouwers: 54.598 Scheidsrechter: Svein Oddvar Moen |

|                                                    |                                  |         |              |                                                                                          |
| 11 september 2012 «onderlinge duels» 21:00 (UTC+2) | Frankrijk                        | 3 − 1   | Wit-Rusland  | Stade de France, Saint-Denis (Parijs) Toeschouwers: 52.552 Scheidsrechter: Hüseyin Göçek |
| 11 september 2012 «onderlinge duels» 21:00 (UTC+2) | Capoue 49' Jallet 68' Ribéry 80' | Verslag | 72' Poetsila | Stade de France, Saint-Denis (Parijs) Toeschouwers: 52.552 Scheidsrechter: Hüseyin Göçek |

|                                                  |                |         |            |                                                                                |
| 12 oktober 2012 «onderlinge duels» 18:30 (UTC+3) | Finland        | 1 – 1   | Georgië    | Olympiastadion, Helsinki Toeschouwers: 12.607 Scheidsrechter: Jevhen Aranovsky |
| 12 oktober 2012 «onderlinge duels» 18:30 (UTC+3) | Hämäläinen 62' | Verslag | 56' Kasjia | Olympiastadion, Helsinki Toeschouwers: 12.607 Scheidsrechter: Jevhen Aranovsky |

|                                                  |             |         |                              |                                                                          |
| 12 oktober 2012 «onderlinge duels» 21:00 (UTC+3) | Wit-Rusland | 0 – 4   | Spanje                       | Dinamostadion, Minsk Toeschouwers: 28.800 Scheidsrechter: Serge Gumienny |
| 12 oktober 2012 «onderlinge duels» 21:00 (UTC+3) |             | Verslag | 12' Alba 21', 69', 79' Pedro | Dinamostadion, Minsk Toeschouwers: 28.800 Scheidsrechter: Serge Gumienny |

|                                                  |           |         |              |                                                                                   |
| 16 oktober 2012 «onderlinge duels» 21:00 (UTC+2) | Spanje    | 1 – 1   | Frankrijk    | Estadio Vicente Calderón, Madrid Toeschouwers: 46.825 Scheidsrechter: Felix Brych |
| 16 oktober 2012 «onderlinge duels» 21:00 (UTC+2) | Ramos 25' | Verslag | 90+4' Giroud | Estadio Vicente Calderón, Madrid Toeschouwers: 46.825 Scheidsrechter: Felix Brych |

|                                                  |                        |         |         |                                                                                |
| 16 oktober 2012 «onderlinge duels» 19:00 (UTC+3) | Wit-Rusland            | 2 – 0   | Georgië | Dinamostadion, Minsk Toeschouwers: 15.300 Scheidsrechter: Robert Schörgenhofer |
| 16 oktober 2012 «onderlinge duels» 19:00 (UTC+3) | Bressan 6' Drahoen 28' | Verslag |         | Dinamostadion, Minsk Toeschouwers: 15.300 Scheidsrechter: Robert Schörgenhofer |

|                                                |           |         |           |                                                                       |
| 22 maart 2013 «onderlinge duels» 20:45 (UTC+1) | Spanje    | 1 – 1   | Finland   | El Molinón, Gijón Toeschouwers: 27.637 Scheidsrechter: Ovidiu Haţegan |
| 22 maart 2013 «onderlinge duels» 20:45 (UTC+1) | Ramos 49' | Verslag | 79' Pukki | El Molinón, Gijón Toeschouwers: 27.637 Scheidsrechter: Ovidiu Haţegan |

|                                                |                                      |         |                |                                                                                       |
| 22 maart 2013 «onderlinge duels» 21:00 (UTC+1) | Frankrijk                            | 3 – 1   | Georgië        | Stade de France, Saint-Denis (Parijs) Toeschouwers: 71.147 Scheidsrechter: Ivan Bebek |
| 22 maart 2013 «onderlinge duels» 21:00 (UTC+1) | Giroud 45+1' Valbuena 47' Ribéry 61' | Verslag | 71' Kobachidze | Stade de France, Saint-Denis (Parijs) Toeschouwers: 71.147 Scheidsrechter: Ivan Bebek |

|                                                |           |         |           |                                                                                          |
| 26 maart 2013 «onderlinge duels» 21:00 (UTC+1) | Frankrijk | 0 – 1   | Spanje    | Stade de France, Saint-Denis (Parijs) Toeschouwers: 78.329 Scheidsrechter: Viktor Kassai |
| 26 maart 2013 «onderlinge duels» 21:00 (UTC+1) |           | Verslag | 58' Pedro | Stade de France, Saint-Denis (Parijs) Toeschouwers: 78.329 Scheidsrechter: Viktor Kassai |

|                                              |                |         |             |                                                                          |
| 7 juni 2013 «onderlinge duels» 19:00 (UTC+3) | Finland        | 1 – 0   | Wit-Rusland | Olympiastadion, Helsinki Toeschouwers: 24.916 Scheidsrechter: Eli Hacmon |
| 7 juni 2013 «onderlinge duels» 19:00 (UTC+3) | Hämäläinen 57' | Verslag |             | Olympiastadion, Helsinki Toeschouwers: 24.916 Scheidsrechter: Eli Hacmon |

|                                               |                 |         |           |                                                                           |
| 11 juni 2013 «onderlinge duels» 20:00 (UTC+3) | Wit-Rusland     | 1 – 1   | Finland   | Centraalstadion, Homel Toeschouwers: 10.100 Scheidsrechter: Libor Kovařík |
| 11 juni 2013 «onderlinge duels» 20:00 (UTC+3) | Verchovtsov 85' | Verslag | 24' Pukki | Centraalstadion, Homel Toeschouwers: 10.100 Scheidsrechter: Libor Kovařík |

|                                                   |         |         |                      |                                                                          |
| 6 september 2013 «onderlinge duels» 21:30 (UTC+3) | Finland | 0 – 2   | Spanje               | Olympiastadion, Helsinki Toeschouwers: 37.492 Scheidsrechter: Ivan Bebek |
| 6 september 2013 «onderlinge duels» 21:30 (UTC+3) |         | Verslag | 19' Alba 86' Negredo | Olympiastadion, Helsinki Toeschouwers: 37.492 Scheidsrechter: Ivan Bebek |

|                                                   |         |       |           |                                                                                     |
| 6 september 2013 «onderlinge duels» 22:15 (UTC+4) | Georgië | 0 – 0 | Frankrijk | Boris Paitsjadzestadion, Tbilisi Toeschouwers: 26.360 Scheidsrechter: Fırat Aydınus |
| 6 september 2013 «onderlinge duels» 22:15 (UTC+4) | Verslag |       |           | Boris Paitsjadzestadion, Tbilisi Toeschouwers: 26.360 Scheidsrechter: Fırat Aydınus |

|                                                    |                  |         |                       |                                                                                        |
| 10 september 2013 «onderlinge duels» 21:00 (UTC+4) | Georgië          | 0 – 1   | Finland               | Boris Paitsjadzestadion, Tbilisi Toeschouwers: 25.231 Scheidsrechter: Leontios Trattou |
| 10 september 2013 «onderlinge duels» 21:00 (UTC+4) | Kankava 72', 75' | Verslag | 74' (pen.) Jerjomenko | Boris Paitsjadzestadion, Tbilisi Toeschouwers: 25.231 Scheidsrechter: Leontios Trattou |

|                                                    |                             |         |                                            |                                                                            |
| 10 september 2013 «onderlinge duels» 22:00 (UTC+3) | Wit-Rusland                 | 2 – 4   | Frankrijk                                  | Centraalstadion, Homel Toeschouwers: 12.203 Scheidsrechter: Daniele Orsato |
| 10 september 2013 «onderlinge duels» 22:00 (UTC+3) | Filipenko 32' Kalatsjev 57' | Verslag | 47', 64' (pen.) Ribéry 70' Nasri 73' Pogba | Centraalstadion, Homel Toeschouwers: 12.203 Scheidsrechter: Daniele Orsato |

|                                                  |                      |         |                |                                                                          |
| 11 oktober 2013 «onderlinge duels» 22:00 (UTC+2) | Spanje               | 2 – 1   | Wit-Rusland    | Iberostar Estadi, Palma Toeschouwers: 22.900 Scheidsrechter: Bas Nijhuis |
| 11 oktober 2013 «onderlinge duels» 22:00 (UTC+2) | Xavi 61' Negredo 78' | Verslag | 89' Kornilenko | Iberostar Estadi, Palma Toeschouwers: 22.900 Scheidsrechter: Bas Nijhuis |

|                                                  |                      |         |         |                                                                                     |
| 15 oktober 2013 «onderlinge duels» 21:00 (UTC+2) | Spanje               | 2 – 0   | Georgië | Carlos Belmontestadion, Albacete Toeschouwers: 16.133 Scheidsrechter: Florian Meyer |
| 15 oktober 2013 «onderlinge duels» 21:00 (UTC+2) | Negredo 26' Mata 61' | Verslag |         | Carlos Belmontestadion, Albacete Toeschouwers: 16.133 Scheidsrechter: Florian Meyer |

|                                                  |                                         |         |         |                                                                                                |
| 15 oktober 2013 «onderlinge duels» 21:00 (UTC+2) | Frankrijk                               | 3 – 0   | Finland | Stade de France, Saint-Denis (Parijs) Toeschouwers: 70.156 Scheidsrechter: Mihalis Koukoulakis |
| 15 oktober 2013 «onderlinge duels» 21:00 (UTC+2) | Ribéry 8' Toivio 76' (e.d.) Benzema 87' | Verslag |         | Stade de France, Saint-Denis (Parijs) Toeschouwers: 70.156 Scheidsrechter: Mihalis Koukoulakis |

## Play-offs
Na de eerste ronde werd een ranglijst opgemaakt van alle landen die als tweede eindigden in hun groep. Hiervoor telden alleen de onderlinge resultaten van de top 5 per groep mee.  De acht beste nummers twee in die ranglijst streden in de Play-offs tegen elkaar voor de laatste vier beschikbare plaatsen voor het wereldkampioenschap.

### Deelnemende landen
|   | Grp | Land        | GW | W | G | V | DV | DT | DS | ptn | nr.6          | WG v 6 |
| - | --- | ----------- | -- | - | - | - | -- | -- | -- | --- | ------------- | ------ |
| 1 | G   | Griekenland | 8  | 6 | 1 | 1 | 9  | 4  | +5 | 19  | Liechtenstein | 2      |
| 2 | I   | Frankrijk   | 8  | 5 | 2 | 1 | 15 | 6  | +9 | 17  | –             | -      |
| 3 | F   | Portugal    | 8  | 4 | 3 | 1 | 15 | 8  | +7 | 15  | Luxemburg     | 2      |
| 4 | H   | Oekraïne    | 8  | 4 | 3 | 1 | 11 | 4  | +7 | 15  | San Marino    | 2      |
| 5 | C   | Zweden      | 8  | 4 | 2 | 2 | 15 | 13 | +2 | 14  | Faeröer       | 2      |
| 6 | E   | IJsland     | 8  | 4 | 2 | 2 | 15 | 14 | +1 | 14  | Cyprus        | 2      |
| 7 | D   | Roemenië    | 8  | 4 | 1 | 3 | 11 | 12 | –1 | 13  | Andorra       | 2      |
| 8 | A   | Kroatië     | 8  | 3 | 2 | 3 | 9  | 8  | +1 | 11  | Macedonië     | 2      |
| 9 | B   | Denemarken  | 8  | 2 | 4 | 2 | 9  | 11 | –2 | 10  | Malta         | 2      |

### Loting
Bij de loting werden de acht landen verdeeld in twee potten. Deze potten werden ingedeeld op basis van de FIFA-ranglijst oktober 2013.
| Team        | FIFA-ranglijst |
| ----------- | -------------- |
| Portugal    | 14             |
| Griekenland | 15             |
| Kroatië     | 18             |
| Oekraïne    | 20             |

| Team      | FIFA-ranglijst |
| --------- | -------------- |
| Frankrijk | 21             |
| Zweden    | 25             |
| Roemenië  | 29             |
| IJsland   | 46             |

### Schema
| Team 1      | Tot. | Team 2    | 1e wedstr. | 2e wedstr. |
| ----------- | ---- | --------- | ---------- | ---------- |
| Portugal    | 4–2  | Zweden    | 1 – 0      | 3 – 2      |
| Oekraïne    | 2–3  | Frankrijk | 2 – 0      | 0 – 3      |
| Griekenland | 4–2  | Roemenië  | 3 – 1      | 1 – 1      |
| IJsland     | 0–2  | Kroatië   | 0 – 0      | 0 – 2      |

### Wedstrijden

#### Portugal - Zweden
Portugal tegen Zweden was een titanenstrijd tussen vooral twee van de beste voetballers van dat moment: Zlátan Ibrahimovic tegen Christiano Ronaldo. Merkwaardige statistiek was dat Portugal nog nooit een thuiswedstrijd van Zweden had gewonnen. In tien internationale kwalificatietoernooien had Zweden drie keer gewonnen, Portugal één keer. Voor Portugal was het de derde achtereenvolgende keer dat ze via Play-off-wedstrijden zich moesten kwalificeren, voor Zweden was het de eerste keer. In de eerste wedstrijd beperkte Zweden zich tot verdedigen, Portugal kreeg vooral veel kleine kansen, Zlátan kwam in het stuk niet voor. In de 78e minuut tekende Christiano Ronaldo voor het enige doelpunt, hierna kopte hij ook nog op de lat. In de return bleef de eerste helft doelpuntloos, maar in de tweede helft barstte het spektakel los. Nadat Christiano Ronaldo het tweeluik leek te beslissen met een doelpunt kwam Zlátan los met twee goals, een kopgoal en vrije trap. Zweden had nog één goal nodig, maar Christiano Ronaldo was daarna dodelijk effectief met twee goals binnen twee minuten en Portugal plaatste zich voor het WK.
|                                                 |             |         |        |                                                                              |
| 15 november 2013 «onderlinge duels» 19:45 (UTC) | Portugal    | 1 – 0   | Zweden | Estádio da Luz, Lissabon Toeschouwers: 61.467 Scheidsrechter: Nicola Rizzoli |
| 15 november 2013 «onderlinge duels» 19:45 (UTC) | Ronaldo 78' | Verslag |        | Estádio da Luz, Lissabon Toeschouwers: 61.467 Scheidsrechter: Nicola Rizzoli |

|                                                   |                      |         |                       |                                                                       |
| 19 november 2013 «onderlinge duels» 20:45 (UTC+1) | Zweden               | 2 – 3   | Portugal              | Friends Arena, Solna Toeschouwers: 49.766 Scheidsrechter: Howard Webb |
| 19 november 2013 «onderlinge duels» 20:45 (UTC+1) | Ibrahimović 68', 72' | Verslag | 50', 77', 79' Ronaldo | Friends Arena, Solna Toeschouwers: 49.766 Scheidsrechter: Howard Webb |

Portugal wint met 4–2 over twee wedstrijden en kwalificeert zich voor het hoofdtoernooi.

#### Frankrijk - Oekraïne
Frankrijk was door recente teleurstellende resultaten niet bij voorbaat geplaatst voor de loting, het trof een ploeg die een abonnement had op Play-off-wedstrijden, in alle vier eerdere confrontaties wist Oekraïne zich nooit te plaatsen. Dat leek nu wel te gebeuren, in Kiev won Oekraïne met 2-0. In de tweede helft scoorden Roman Zozoelja en Andrij Jarmolenko. De wedstrijd was vrij hard en in de blessure-tijd kregen beide teams een rode kaart. Een nieuwe afgang voor het Franse elftal dreigde, Didier Deschamps wisselde zijn basiself op vijf plaatsen en ging op de aanval spelen. In de eerste helft nam de ploeg een 2-0 voorsprong, een treffer van Karim Benzema werd afgekeurd, maar een meer naar buitenspel neigende situatie van Benzema werd wel goedgekeurd. In de tweede helft werd Oleg Goesjev de schlemiel van de avond, hij miste eerst een opgelegde kans en schoot daarna in eigen doel. Frankrijk hield stand en plaatste zich voor het WK, hetgeen tot opluchting en vreugde leidde in Parijs.
|                                                   |                                                          |         |                 |                                                                         |
| 15 november 2013 «onderlinge duels» 21:45 (UTC+2) | Oekraïne                                                 | 2 – 0   | Frankrijk       | NSK Olimpiejsky, Kiev Toeschouwers: 67.732 Scheidsrechter: Cüneyt Çakır |
| 15 november 2013 «onderlinge duels» 21:45 (UTC+2) | Zozoelja 61' Jarmolenko 83' (pen.) Koetsjer 90+1', 90+5' | Verslag | 90+1' Koscielny | NSK Olimpiejsky, Kiev Toeschouwers: 67.732 Scheidsrechter: Cüneyt Çakır |

|                                                   |                                          |         |                      |                                                                                 |
| 19 november 2013 «onderlinge duels» 21:00 (UTC+1) | Frankrijk                                | 3 – 0   | Oekraïne             | Stade de France, Saint-Denis Toeschouwers: 77.098 Scheidsrechter: Damir Skomina |
| 19 november 2013 «onderlinge duels» 21:00 (UTC+1) | Sakho 22' Benzema 34' Goesjev 72' (e.d.) | Verslag | 45', 47' Chatsjeridi | Stade de France, Saint-Denis Toeschouwers: 77.098 Scheidsrechter: Damir Skomina |

Frankrijk wint met 3–2 over twee wedstrijden en kwalificeert zich voor het hoofdtoernooi.

#### Griekenland - Roemenië
Griekenland had in competitief verband nog nooit van Roemenië gewonnen, maar was wel favoriet voor het tweeluik gezien de recente resultaten.  Normaal was een wedstrijd van Griekenland nooit een spektakel, maar nu waren er drie goals in de eerste twintig minuten: twee van Griekenland en een van Roemenië. In de tweede helft bouwde Griekenland de voorsprong uit naar een wat comfortabeler marge: 3-1 dankzij het tweede doelpunt van Konstantinos Mitroglou. Het was voor de eerste keer sinds september 2009 dat Griekenland in een competitieve wedstrijd meer dan twee doelpunten scoorde. In de return kon Griekenland zijn favoriete spelletje spelen: achterover leunen, zeker nadat de Grieken een 0-1 voorsprong namen. Roemenië kwam niet verder dan 1-1 dankzij een merkwaardig eigen doelpunt en Griekenland plaatste zich voor de derde keer voor een WK. Roemenië, in de jaren negentig een vooraanstaand land was, was er voor de vierde achtereenvolgende keer niet bij.
|                                                   |                                   |         |                             |                                                                                         |
| 15 november 2013 «onderlinge duels» 21:45 (UTC+2) | Griekenland                       | 3 – 1   | Roemenië                    | Georgios Karaiskákisstadion, Piraeus Toeschouwers: 26.200 Scheidsrechter: Pedro Proença |
| 15 november 2013 «onderlinge duels» 21:45 (UTC+2) | Mitroglou 14', 66' Salpigidis 20' | Verslag | 19' Stancu 88', 90+2' Lazăr | Georgios Karaiskákisstadion, Piraeus Toeschouwers: 26.200 Scheidsrechter: Pedro Proença |

|                                                   |                      |         |               |                                                                               |
| 19 november 2013 «onderlinge duels» 21:00 (UTC+2) | Roemenië             | 1 – 1   | Griekenland   | Arena Națională, Boekarest Toeschouwers: 49.793 Scheidsrechter: Milorad Mažić |
| 19 november 2013 «onderlinge duels» 21:00 (UTC+2) | Torosidis 55' (e.d.) | Verslag | 23' Mitroglou | Arena Națională, Boekarest Toeschouwers: 49.793 Scheidsrechter: Milorad Mažić |

Griekenland wint met 4–2 over twee wedstrijden en kwalificeert zich voor het hoofdtoernooi.

#### Kroatië - IJsland
Voor IJsland was het een grote verrassing dat de bescheiden eilandengroep de Play-offs haalde, de selectie had een grote Nederlandse inbreng met de Ajacied Kolbeinn Sigþórsson, AZ-speler Jóhann Berg Guðmundsson en ex-Heerenveenspeler Alfreð Finnbogason Kroatië was echter te hoog gegrepen, thuis haalde het nog een gelijkspel uit het vuur, de return werd met 2-0 verloren, waardoor Kroatië zich plaatste. Na de wedstrijd vond er een incident plaats: de Kroatische verdediger Josip Šimunić pakte de microfoon en riep een leus, die gebruikt werd door de fascistische Ustaša's, die ten tijde van de Tweede Wereldoorlog namens de Onafhankelijke Staat Kroatië de kant van Adolf Hitler en Benito Mussolini kozen. Tot viermaal toe riep Šimunić "Voor vaderland!" (in het Kroatisch: "Za Dom"), waarop een deel van het publiek antwoordde met: "We zijn bereid!" (in het "Kroatisch: Spremni"). De Kroatische bond gaf hem een boete van 3.270 euro, maar de FIFA liet het er niet bij zitten en schorste Šimunić voor tien wedstrijden. De Kroaat kreeg sympathie-betuigen dat hij handelde uit vaderlandsliefde, maar een hoger beroep werd afgewezen, hij miste het WK en moest zijn internationale loopbaan beëindigen.
|                                                 |              |         |         |                                                                                          |
| 15 november 2013 «onderlinge duels» 19:00 (UTC) | IJsland      | 0 − 0   | Kroatië | Laugardalsvöllur, Reykjavik Toeschouwers: 9.767 Scheidsrechter: Alberto Undiano Mallenco |
| 15 november 2013 «onderlinge duels» 19:00 (UTC) | Skúlason 50' | Verslag |         | Laugardalsvöllur, Reykjavik Toeschouwers: 9.767 Scheidsrechter: Alberto Undiano Mallenco |

|                                                   |                            |         |         |                                                                            |
| 19 november 2013 «onderlinge duels» 20:15 (UTC+1) | Kroatië                    | 2 − 0   | IJsland | Maksimirstadion, Zagreb Toeschouwers: 22.612 Scheidsrechter: Björn Kuipers |
| 19 november 2013 «onderlinge duels» 20:15 (UTC+1) | Mandžukić 27' 38' Srna 47' | Verslag |         | Maksimirstadion, Zagreb Toeschouwers: 22.612 Scheidsrechter: Björn Kuipers |

Kroatië wint met 2–0 over twee wedstrijden en kwalificeert zich voor het hoofdtoernooi.

## Topschutters
|   | Speler             | Land                  | Goals |
| - | ------------------ | --------------------- | ----- |
| 1 | Robin van Persie   | Nederland             | 11    |
| 2 | Edin Džeko         | Bosnië en Herzegovina | 10    |
| 3 | Vedad Ibišević     | Bosnië en Herzegovina | 8     |
| 3 | Mesut Özil         | Duitsland             | 8     |
| 5 | Wayne Rooney       | Engeland              | 7     |
| 6 | Tomer Hemed        | Israël                | 6     |
| 6 | Zlatan Ibrahimović | Zweden                | 6     |
| 6 | David Alaba        | Oostenrijk            | 6     |
| 6 | Eden Ben Basat     | Israël                | 6     |
| 6 | Hélder Postiga     | Portugal              | 6     |
| 6 | Robbie Keane       | Ierland               | 6     |